# Khmer Đỏ
Khmer Đỏ (tiếng Campuchia: ខ្មែរក្រហម, tiếng Pháp: Khmer Rouge) là tên gọi dành cho thế lực và tổ chức chính trị cực tả cầm quyền tại Campuchia từ 1975 đến 1979 dưới sự lãnh đạo công khai của Đảng Cộng sản Campuchia (hay Đảng Cộng sản Khmer). Sau khi bị lật đổ và bị đánh bật khỏi phần lớn lãnh thổ Campuchia, thế lực này tiếp tục hoạt động và đấu tranh chống lại Cộng hòa Nhân dân Campuchia (sau này trở thành Nhà nước Campuchia) và Quân đội nhân dân Việt Nam dưới tên các tổ chức Đảng Campuchia Dân chủ và Quân đội Quốc dân Campuchia Dân chủ.
Ban đầu Khmer Đỏ tuyên bố đi theo chủ nghĩa cộng sản thuộc nhánh chủ nghĩa Marx-Lenin, thế nhưng sau những mâu thuẫn nội bộ và việc thủ lĩnh đảng là Pol Pot tiêu diệt những đảng viên phản đối tư tưởng cực đoan của ông, Khmer Đỏ đã dần trở thành một tổ chức theo chủ nghĩa Sô vanh, tư tưởng Mao Trạch Đông và tư tưởng bài ngoại, Đài Tiếng nói Việt Nam thì cho rằng chủ nghĩa cộng sản chỉ còn là tấm bình phong để Pol Pot thực hiện các kế hoạch cực đoan của ông. Tới năm 1981, Khmer Đỏ chính thức tuyên bố họ không còn đi theo chủ nghĩa Marx-Lenin.
Thời kỳ cầm quyền của Khmer Đỏ ở Campuchia chấm dứt khi Việt Nam cho đưa quân sang Campuchia lật đổ chính quyền Khmer đỏ của Pol Pot vào năm 1979 và lập nhà nước Cộng hòa Nhân dân Campuchia với Heng Samrin lên làm Chủ tịch. Chế độ Khmer Đỏ nay được biết đến vì đã giết chết khoảng 2 triệu người (từ một dân số 7,1 triệu) bằng các biện pháp tử hình bằng các dụng cụ thô sơ như cuốc, mai, xẻng, bỏ đói và lao động cưỡng bức. Nó được nhiều học giả xem là một trong những chế độ tàn bạo nhất trong thế kỷ 20 – thường được so sánh với chế độ của Adolf Hitler. Nếu tính theo tỷ lệ người bị giết so sánh với dân số, có thể nó là chế độ giết người nhiều nhất trong thế kỷ XX.
Trong thời gian cầm quyền, chính quyền Khmer Đỏ đã được Trung Quốc hậu thuẫn vì muốn cô lập nước Việt Nam lúc đó đang được Liên Xô hậu thuẫn. Năm 1979, Khmer Đỏ bị quân đội Việt Nam lật đổ. Trong những năm sau đó, Khmer Đỏ cùng với ANS (một đảng bảo hoàng) và KPNLF (một đảng cánh hữu chống cộng) hợp lại thành một chính phủ gọi là "Liên minh chính phủ Kampuchea dân chủ" (CGDK), liên minh này tiếp tục tiến hành chiến tranh du kích chống lại chính quyền thân Việt Cộng hòa Nhân dân Campuchia của Hun Sen. Trong giai đoạn 1979 – 1988, Cộng hòa Nhân dân Trung Hoa cùng với Mỹ và Thái Lan, vào thời kì mặn nồng nhất của quan hệ Trung – Mỹ, đã cung cấp vũ khí, thông tin tình báo và căn cứ để tiếp tế cũng như cung cấp nơi trú ẩn cho binh lính của Khmer Đỏ và sau đó là CGDK. Ben Kiernan tuyên bố rằng Hoa Kỳ đã hỗ trợ Khmer Đỏ để chống lại Việt Nam tuy nhiên theo Nat Thayer thì viện trợ của Hoa Kỳ chủ yếu chỉ dành cho 2 đảng KPNLF (còn gọi là Khmer Xanh) và ANS (còn gọi là Khmer Trắng), đây là hai đảng có tư tưởng bảo hoàng hoặc chống cộng cùng nằm trong liên minh CGDK với Khmer Đỏ. Hoa Kỳ, Trung Quốc, Tây Âu, và khối ASEAN đồng loạt phản đối hành động đưa quân vào Campuchia của Việt Nam, họ cho rằng đây là hành vi "xâm lược". Họ đòi Việt Nam rút quân và lực lượng Liên Hợp Quốc sẽ vào tiếp quản. Việt Nam đề nghị rút quân để đổi lại một thỏa thuận chính trị nhằm đảm bảo Khmer Đỏ sẽ không quay trở lại nắm quyền lực, nhưng Trung Quốc, ASEAN và Hoa Kỳ coi điều này là không thể chấp nhận được, họ cho rằng Việt Nam không được phép hưởng lợi từ cuộc "xâm lược" này.
Theo BBC, Hoa Kỳ không muốn mang tiếng là giúp Pol Pot, nhưng họ đã thông qua Trung Quốc để làm điều đó, và Hoa Kỳ cũng giúp đỡ về ngoại giao bằng cách bỏ phiếu chấp thuận việc duy trì ghế của Kampuchea Dân chủ (của Pol Pot) ở Liên Hợp Quốc. Cố vấn An ninh Quốc gia Zbigniew Brzezinski rất tự hào về chiến lược khuyến khích Thái Lan hợp tác với Trung Quốc để giúp Khmer Đỏ tái xây dựng lực lượng . Cũng theo BBC, tới năm 1985, CIA đã ngầm viện trợ cho các nhóm du kích Campuchia thuộc liên minh CDGK lên tới 12 triệu USD mỗi năm để chống lại chính quyền thân Việt Nam của Hun Sen. Vào ngày 10 tháng 7 năm 1985, Hạ viện Hoa Kỳ đã chính thức thông qua một khoản viện trợ công khai về tài chính và quân sự trị giá 5 triệu USD dành cho "các nhóm kháng chiến phi cộng sản" ở Campuchia (tức KPNLF và ANS) để chống lại chính quyền Hun Sen, tuy nhiên có một quy định đi kèm là khoản viện trợ này không được phép đến tay Khmer Đỏ. Năm 1989, chính quyền Mỹ đã cảnh báo Thái Lan nếu họ bỏ rơi các nhóm du kích CGDK để hợp tác với chính phủ Hun Sen tại Campuchia. Tuy vậy, nhà bảo trợ chính cho Khmer Đỏ vẫn là Trung Quốc. Andrew Mertha, từng cho biết 90% viện trợ nước ngoài mà Khmer Đỏ nhận được đã đến từ Trung Quốc.
Quan hệ giữa Việt Nam và khối ASEAN, đặc biệt là Thái Lan, trong thời kỳ này rất căng thẳng và trong nhiều trường hợp đứng bên bờ vực chiến tranh. Sau khi Việt Nam rút khỏi Campuchia vào năm 1991, quan hệ Việt Nam – ASEAN dần được cải thiện và bình thường hóa. Năm 1995, Việt Nam gia nhập ASEAN.
Pol Pot chết ở Anlong Veng, Campuchia vì bệnh tim năm 1998 sau khi bị một thuộc cấp là Ta Mok hạ bệ vào năm 1997. Tháng 12 năm 1999, Ta Mok và các thủ lĩnh còn lại đầu hàng, Khmer Đỏ chấm dứt sự tồn tại. Đến năm 2006, chỉ có ba trong số các lãnh đạo Khmer Đỏ bị chính phủ Campuchia bắt giam kể từ khi bị lật đổ. Năm 2018, các lãnh đạo Khmer Đỏ còn sống đã bị tòa án quốc tế tuyên án tù chung thân vì phạm tội diệt chủng.

## Tên gọi
Thuật ngữ "Khmer Đỏ", tiếng Pháp "Khmer Rouge", được nguyên thủ Campuchia Norodom Sihanouk đặt ra và sau này được những người nói tiếng Anh chấp nhận. Nó được dùng để chỉ một sự tiếp nối của các Đảng Cộng sản tại Campuchia, từ Đảng Nhân dân Cách mạng Khmer (KPRP) (1951 – 1963) phát triển lên thành Đảng Công nhân Campuchia (1963 – 1970) rồi thành Đảng Cộng sản Kampuchea (CPK) (1971 – 1981) và sau này thành lập nhà nước Kampuchea Dân chủ. Tổ chức này cũng được gọi là Đảng Cộng sản Khmer.

## Hình thành

### Lịch sử ban đầu

Đảng kỳ đầu tiên (1951 – 1975)

Lịch sử phong trào cộng sản tại Campuchia có thể được chia thành 6 giai đoạn: 
1. Giai đoạn 1930 - 1945 với sự xuất hiện của Đảng Cộng sản Đông Dương (ICP) năm 1930, với các thành viên hầu hết là người Việt Nam, trước Thế Chiến II cho đến năm 1945 khi ba nước Đông Dương tuyên bố độc lập
2. Giai đoạn 1945 - 1954 diễn ra cuộc chiến tranh 9 năm giành độc lập từ Pháp, khi một đảng cộng sản Campuchia riêng rẽ, Đảng Nhân dân Cách mạng Khmer (KPRP), được thành lập dưới sự ủng hộ của Việt Nam;
3. Giai đoạn 1955 – 1962 đảng Nhân dân Cách mạng Khmer hoạt động bí mật và bị Sihanouk đàn áp
4. Giai đoạn 1963 - 1975 bắt đầu từ Đại hội thứ hai của KPRP, lúc này đã được đổi tên thành Đảng Công nhân Kampuchea (WPK), năm 1963, khi Saloth Sar (Pol Pot sau năm 1976) và những lãnh đạo tương lai của Khmer Đỏ giành được quyền kiểm soát Đảng Công nhân Kampuchea. Sau đó, Khmer Đỏ bắt đầu nổi dậy năm 1967–1968 dẫn tới sự sụp đổ của chính phủ Lon Nol tháng 4 năm 1975. Thời điểm nắm chính quyền KPRP có tên Đảng Cộng sản Kampuchea (CPK);
5. Giai đoạn 1975 - 1979 trong đó chế độ Kampuchea Dân chủ tồn tại từ tháng 4 năm 1975 đến tháng 1 năm 1979;
6. Giai đoạn từ năm 1979 trở về sau được đánh dấu bằng Đại hội thứ ba của KPRP tháng 1 năm 1979, khi Hà Nội nắm được toàn bộ ảnh hưởng đối với Chính phủ Cộng hoà Nhân dân Campuchia và Đảng Nhân dân Cách mạng Khmer (KPRP) được những người cộng sản Campuchia thân Việt Nam tái lập.

Năm 1930, Hồ Chí Minh thành lập Đảng Cộng sản Việt Nam bằng cách hợp nhất ba phòng trào cộng sản nhỏ đã xuất hiện ở miền bắc, miền trung và miền nam Việt Nam cuối những năm 1920. Cái tên được thay đổi hầu như ngay lập tức thành Đảng Cộng sản Đông Dương, bề ngoài là gộp cả các phong trào cách mạng từ Campuchia và Lào.
Hầu như không có ngoại lệ, hầu hết các thành viên ban đầu của đảng là người Việt Nam. Tới cuối Thế Chiến II khoảng mười người Campuchia đã gia nhập tổ chức, nhưng ảnh hưởng của họ lên phong trào cộng sản Đông Dương và trên sự phát triển của nó tại Campuchia hầu như không đáng kể.
Các đơn vị Việt Minh thỉnh thoảng đột nhập vào các căn cứ ở Campuchia trong cuộc chiến tranh Đông Dương và liên kết với chính phủ cánh tả cầm quyền ở Thái Lan cho tới năm 1947, Việt Minh khuyến khích thành lập các đội vũ trang Khmer Issarak cánh tả. Ngày 17 tháng 4 năm 1950 (25 năm trước khi Khmer Đỏ chiếm Phnôm Pênh), đại hội toàn quốc đầu tiên của các nhóm Khmer Issarak được triệu tập, Mặt trận Issarak Thống nhất được thành lập.
Lãnh đạo mặt trận là Sơn Ngọc Minh, và một phần ba giới lãnh đạo là thành viên của Đảng Cộng sản Đông Dương. Theo nhà sử học David P. Chandler, các nhóm Issarak cánh tả, được Việt Minh hỗ trợ, chiếm giữ một phần sáu lãnh thổ Campuchia năm 1952; trước Hội nghị Genève, họ kiểm soát tới một nửa đất nước.
Năm 1951 Đảng Cộng sản Đông Dương được tổ chức lại thành ba tổ chức quốc gia — Đảng Lao động Việt Nam, Neo Lào Issara, và Đảng Nhân dân Cách mạng Khmer (KPRP). Theo một tài liệu được xuất bản sau việc tái tổ chức, Đảng Lao động Việt Nam sẽ tiếp tục "giám sát" các phong trào nhỏ hơn của Lào và Campuchia. Hầu hết lãnh đạo KPRP và đảng viên các cấp đều hoặc là người Khmer Krom, hoặc người Việt Nam sống tại Campuchia. Sự hấp dẫn của KPRP với người Khmer bản xứ dường như rất nhỏ.
Theo phiên bản lịch sử đảng của Kampuchea Dân chủ, việc Việt Minh không thể đàm phán một vai trò chính trị cho KPRP tại Hội nghị Genève năm 1954 thể hiện một sự phản bội với phong trào của Campuchia, vốn vẫn đang kiểm soát những vùng rộng lớn ở thôn quê và có ít nhất 5,000 binh sĩ. Sau hội nghị, khoảng 1,000 thành viên của KPRP, gồm cả Sơn Ngọc Minh đã thực hiện một cuộc "di tản" vào miền Bắc Việt Nam, nơi họ tiếp tục lưu vong.
Cuối năm 1954, những người vẫn còn ở lại Campuchia thành lập một đảng chính trị hợp pháp, Đảng Pracheachon, tham gia vào những cuộc bầu cử quốc hội năm 1955 và 1958. Trong cuộc bầu cử tháng 9 năm 1955, đảng giành 4% phiếu bầu nhưng không có được ghế trong nghị viện.
Các thành viên của Pracheachon thường bị quấy nhiễu và bắt giữ bởi đảng của họ vẫn ở bên ngoài tổ chức chính trị của Sihanouk là Sangkum Reastr Niyum (Cộng đồng xã hội chủ nghĩa bình dân). Các cuộc tấn công của chính phủ khiến đảng không thể tham gia cuộc bầu cử năm 1962 và bắt đầu hoạt động bí mật. Sihanouk thường gọi những người dân theo cánh tả là Khmer Đỏ, một thuật ngữ đã trở thành biểu tượng của đảng và nhà nước do Pol Pot, Ieng Sary, Khieu Samphan, và các đồng chí của họ lãnh đạo.
Giữa những năm 1950s, các phái của KPRP, "ủy ban đô thị" (do Tou Samouth lãnh đạo), và "ủy ban nông thôn" (do Sieu Heng lãnh đạo), xuất hiện. Theo những thuật ngữ chung nhất, những nhóm này đi theo những đường lối cách mạng khác nhau. Đường lối "đô thị" đang chiếm ưu thế, được Bắc Việt Nam hậu thuẫn, công nhận rằng Sihanouk, nhờ thành công trong việc giành độc lập từ nước Pháp, là một lãnh đạo nhà nước thật sự và tính trung lập cùng sự ngờ vực sâu sắc của ông với Mỹ khiến ông trở thành một công cụ quý báu của Hà Nội trong cuộc đấu tranh Giải phóng miền Nam Việt Nam.
Những người lãnh đạo đường lối này hy vọng rằng vị hoàng thân có thể bị thuyết phục để rời bỏ cánh hữu và chấp nhận các chính sách cánh tả. Đường lối kia, được ủng hộ bởi hầu hết đảng viên ở nông thôn quen thuộc với những thực tế khó khăn ở thôn quê, ủng hộ một cuộc đấu tranh lập tức để lật đổ "phong kiến" Sihanouk.
Năm 1959 Sieu Heng rời bỏ chính phủ và cung cấp cho các lực lượng an ninh số thông tin đủ để họ tiêu diệt tới 90% cơ sở đảng ở nông thôn. Dù các mạng lưới cộng sản ở Phnôm Pênh và tại các thị trấn khác dưới sự quản lý của Tou Samouth không bị thiệt hại nặng như vậy, tới năm 1960 chỉ còn vài trăm đảng viên cộng sản hoạt động ở nước này.

### Nhóm sinh viên Paris
Trong thập niên 1950, các sinh viên Khmer ở Paris tổ chức phong trào cộng sản riêng của mình, và có ít, nếu có, quan hệ với đảng cộng sản đang bị đàn áp nặng nề ở quê hương. Từ phong trào này có những người nam giới và phụ nữ quay trở về quê nhà và nắm quyền lãnh đạo đảng trong thập niên 1960, lãnh đạo một cuộc nổi dậy hiệu quả chống Lon Nol từ năm 1968 tới năm 1975, và lập ra chế độ Campuchia Dân chủ.
Pol Pot, người nổi lên vào ban lãnh đạo phong trào cộng sản hồi cuối thập niên 1960, sinh năm 1925 tại tỉnh Kampong Thom, đông bắc Phnôm Pênh. Ông theo học một trường cao đẳng kỹ thuật ở thủ đô và sau đó tới Paris năm 1949 để học điện tử radio (các nguồn khác nói rằng ông đã theo học một trường cho thợ in và thợ sắp chữ và cũng học kỹ thuật dân dụng). Được một nguồn tin miêu tả là một "nhà tổ chức kiên quyết, khá cần cù", ông đã không thành công trong việc có một bằng cấp, nhưng theo thầy tu dòng Tên, Cha François Ponchaud, ông ta có sở thích với văn học Pháp cổ điển và những tác phẩm của Karl Marx.
Một thành viên khác của nhóm sinh viên Paris là Ieng Sary, một người Khmer gốc Trung Quốc sinh năm 1925 ở miền Nam Việt Nam. Ông ta theo học trường danh tiếng Lycée Sisowath tại Phnôm Pênh trước khi bắt đầu theo học thương mại và chính trị tại Institut d'Etudes Politiques de Paris (thường được biết đến với cái tên Sciences Po) ở Pháp. Khieu Samphan, được coi là "một trong những trí thức nổi bật nhất trong thế hệ của mình", sinh năm 1931 và chuyên về kinh tế và chính trị trong thời gian ở Paris. Ông lấy bằng tiến sĩ tại Pháp với luận văn "Sự phát triển kinh tế và công nghiệp của Campuchia". Về tài năng đối thủ của ông là Hou Yuon, sinh năm 1930, người được tả là "có sức mạnh thể chất và trí thông minh đáng kinh ngạc", học kinh tế và luật. Son Sen, sinh năm 1930, học về giáo dục và văn học; Hu Nim, sinh năm 1932, học luật.
Những người này có lẽ là những lãnh đạo có trình độ giáo dục cao nhất trong lịch sử chủ nghĩa cộng sản tại châu Á. Hai người trong số họ, Khieu Samphan và Hou Yuon, có bằng tiến sĩ của Đại học Paris; Hu Nim có bằng của Đại học Phnôm Pênh năm 1965. Nhìn lại, dường như không có thành viên tài năng nào của giới tinh hoa, được gửi tới Pháp bằng học bổng chính phủ, có thể thực hiện cuộc cách mạng đẫm máu và triệt để nhất trong lịch sử châu Á. Hầu hết họ xuất thân từ các gia đình địa chủ và công chức. Pol Pot và Hou Yuon có thể có họ hàng với gia đình hoàng gia. Một người chị lớn của Pol Pot đã từng là một người thiếp trong triều đình Vua Monivong. Ba người này của nhóm Paris đã có một sự ràng buộc tồn tại sau nhiều năm chiến tranh cách mạng và đấu tranh trong nội bộ đảng, Pol Pot và Ieng Sary cưới Khieu Ponnary và Khieu Thirith (cũng được gọi là Ieng Thirith), được tuyên bố là họ hàng của Khieu Samphan. Hai người phụ nữ có giáo dục cao này cũng đóng một vai trò quan trọng trong chính quyền Kampuchea Dân chủ.
Không khí trí thức sôi động của Paris đã là một trải nghiệm mạnh với những thanh niên Khmer trẻ vừa đến từ Phnôm Pênh hay các tỉnh. Một số quay theo Chủ nghĩa Marx – Lenin chính thống. Ở một số thời điểm trong giai đoạn 1949 tới 1951, Pol Pot và Ieng Sary đã gia nhập Đảng Cộng sản Pháp, phong trào chính thống và có kỷ luật nhất trong số các phong trào cộng sản Marx–Lenin ở Tây Âu.
Năm 1951 hai người tới Đông Berlin để tham gia một festival thanh niên. Trải nghiệm này được coi là một điểm chuyển biến trong sự phát triển ý thức của họ. Cuộc gặp gỡ với những người Khmer đang chiến đấu với Việt Minh (và là những người sau này bị họ coi là quá phụ thuộc vào Việt Nam), họ trở nên tin rằng chỉ một tổ chức đảng có kỷ luật chặt chẽ và sẵn sàng cho cuộc đấu tranh vũ trang mới có thể thực hiện được cuộc cách mạng. Họ chuyển sang Hiệp hội Sinh viên Khmer (KSA) bao gồm khoảng 200 sinh viên Khmer ở Paris chịu ảnh hưởng của chủ nghĩa quốc gia và những ý tưởng cánh tả.
Bên trong KSA và những tổ chức hậu thân của nó là một tổ chức mật được gọi là Cercle Marxiste. Tổ chức gồm những tổ ba tới sáu người với hầu hết thành viên không biết gì về cơ cấu tổng thể của tổ chức. Năm 1952 Pol Pot, Hou Yuon, Ieng Sary, và những người cánh tả khác giành được danh tiếng sau khi gửi một lá thư ngỏ tới Sihanouk gọi ông là "kẻ bóp cổ một nền dân chủ mới ra đời". Một năm sau, chính quyền Pháp đóng cửa KSA. Tuy nhiên, năm 1956, Hou Yuon và Khieu Samphan đã giúp đỡ thành lập một nhóm mới, Liên đoàn Sinh viên Khmer. Bên trong, nhóm này vẫn do Cercle Marxiste lãnh đạo.
Luận văn tiến sĩ do Hou Yuon và Khieu Samphan viết thể hiện những chủ đề căn bản sau này trở thành những hòn đá tảng của chính sách của chế độ Kampuchea Dân chủ. Vai trò trung tâm của người nông dân trong sự phát triển quốc gia được Hou Yuon tán thành trong luận văn năm 1955 của mình, Người Nông dân Campuchia và Viễn ảnh của họ trong Hiện đại hóa, đối lập với quan điểm thường thấy rằng đô thị hóa và công nghiệp hóa là những yếu tố cần thiết cho sự phát triển.
Luận điểm chính trong luận văn năm 1959 của Khieu Samphan, Sự phát triển kinh tế và công nghiệp của Campuchia, là nước này phải trở nên tự lực và chấm dứt sự phụ thuộc kinh tế vào thế giới phát triển. Trong khuôn khổ chung, tác phẩm của Khieu phản ánh ảnh hưởng của một nhánh của trường phái "lý thuyết phụ thuộc" coi sự kém phát triển ở Thế giới thứ ba có nguyên nhân ở sự thống trị kinh tế của các quốc gia công nghiệp hóa.

## Con đường tới quyền lực và cai trị

### Đại hội thứ hai của KPRP
Sau khi quay lại Campuchia năm 1953, Pol Pot lao mình vào những hoạt động của đảng. Ban đầu ông gia nhập các lực lượng liên minh với Việt Minh hoạt động tại các vùng nông thôn tỉnh Kampong Cham (Kompong Cham). Sau khi chiến tranh kết thúc ông chuyển tới Phnôm Pênh thuộc "ủy ban đô thị" của Tou Samouth nơi ông trở thành một đầu mối liên lạc quan trọng giữa các đảng bí mật cánh tả và phong trào cộng sản bí mật.
Các đồng chí của ông, Ieng Sary và Hou Yuon, trở thành thầy giáo tại một trường trung học mới, trường Lycée Kambuboth, được Hou Yuon giúp thành lập. Khieu Samphan trở về từ Paris năm 1959, dạy ở khoa luật trường Đại học Phnôm Pênh, và lập ra một ấn bản cánh tả bằng tiếng Pháp, tờ L'Observateur. Tờ báo nhanh chóng có được danh tiếng trong giới hàn lâm ở Phnôm Pênh. Năm sau đó, chính phủ đóng cửa tờ báo và cảnh sát của Sihanouk công khai làm bẽ mặt Khieu bằng cách đánh đập, lột quần áo và chụp ảnh ông ở nơi công cộng – như Shawcross ghi chú, "không phải là kiểu làm nhục mà con người có thể tha thứ hay quên đi".
Tuy nhiên việc này không ngăn cản Khieu ủng hộ việc hợp tác với Sihanouk nhằm tạo điều kiện cho một mặt trận thống nhất chống lại các hoạt động của Hoa Kỳ ở miền Nam Việt Nam. Như đã đề cập, Khieu Samphan, Hou Yuon, và Hu Nim bị buộc phải "làm việc trong hệ thống" bằng cách gia nhập Sangkum và bằng cách chấp nhận các chức vụ trong chính phủ của vị hoàng thân.
Cuối tháng 9 năm 1960, 21 lãnh đạo của Đảng nhân dân cách mạng Khmer tổ chức một đại hội bí mật trong một căn phòng trống ở ga đường sắt Phnôm Pênh. Sự kiện then chốt vẫn bị che giấu bởi những nghị quyết của nó đã trở thành một chủ đề tranh cãi (và có thể được coi là sự viết lại lịch sử) giữa các phái Khmer ủng hộ và chống Việt Nam.
Câu hỏi về sự hợp tác, hay chống đối, với Sihanouk được thảo luận kỹ. Tou Samouth, người ủng hộ một chính sách hợp tác, được bầu làm Tổng Bí thư của Đảng được đổi tên lại thành Đảng Công nhân Kampuchea (WPK). Đồng minh của ông, Nuon Chea trở thành phó tổng Bí thư, tuy nhiên, Pol Pot, Keo Meas và Ieng Sary được chỉ định vào Bộ chính trị giữ các vị trí thứ ba, thứ tư và thứ năm trong đảng mới được đổi tên. Việc đổi tên rất quan trọng. Bằng việc tự xưng là đảng của những người công nhân, phong trào của Campuchia tự tuyên bố có vị thế tương tự như Đảng Lao động Việt Nam. Chế độ ủng hộ Việt Nam của Cộng hòa Nhân dân Kampuchea (PRK) ngụ ý trong những năm 1980 rằng cuộc gặp vào tháng 9 năm 1960 không mang ý nghĩa gì hơn một kỳ đại hội lần thứ hai của KPRP.
Ngày 20 tháng 7 năm 1962, Tou Samouth bị ám sát. Tháng 2 năm 1963, tại đại hội lần thứ hai của Đảng công nhân Campuchia, Pol Pot được chọn kế vị Tou Samouth trở thành tổng Bí thư của đảng. Nuon Chea vẫn là phó tổng bí thư, đồng minh của Tou Samouth là Noun Suon và Keo Meas, bị loại khỏi Ủy ban Trung ương và bị thay thế bởi Son Sen và Vorn Vet. Từ đó về sau, Pol Pot và các đồng chí trung thành từ nhóm sinh viên tại Paris nắm quyền kiểm soát trung ương đảng, loại bỏ các cựu binh lớn tuổi như: Keo Meas, Keo Muni, Noun Suon... những người bị coi là quá ủng hộ Việt Nam.
Tháng 7 năm 1963, Pol Pot và hầu hết ủy ban trung ương rời Phnôm Pênh để thành lập một căn cứ khởi nghĩa tại tỉnh Ratanakiri ở phía đông bắc. Pol Pot ngay trước đó đã được đưa vào một danh sách 34 nhân vật cánh tả được Sihanouk triệu hồi tham gia chính phủ và ký các tuyên bố nói rằng Sihanouk là lãnh đạo duy nhất có thể của đất nước. Pol Pot và Chou Chet là những người duy nhất trong danh sách bỏ trốn. Tất cả những người khác đồng ý hợp tác với chính phủ và sau đó bị cảnh sát canh giữ 24/24.

### Sihanouk và GRUNK
Vùng Pol Pot và những người khác chuyển tới là nơi sinh sống của các bộ lạc thiểu số, Khmer Loeu, với hành động đối xử hung bạo (gồm cả việc tái định cư và cưỡng bức đồng hóa) từ chính phủ trung ương khiến họ tự nguyện tham gia vào cuộc chiến tranh du kích. Năm 1965, Pol Pot thực hiện một chuyến viếng thăm kéo dài nhiều tháng tới miền Bắc Việt Nam và Trung Quốc.
Ông nhận được một số bài huấn luyện tại Trung Quốc, làm gia tăng ảnh hưởng của mình khi quay lại những vùng giải phóng của WPK. Dù có mối quan hệ hữu nghị giữa Norodom Sihanouk và người Trung Quốc, nước này vẫn giữ bí mật chuyến thăm của Pol Pot với Sihanouk. Tháng 9 năm 1966, đảng đổi tên thành Đảng Cộng sản Kampuchea (CPK).
Việc đổi tên đảng được giữ bí mật cao. Những đảng viên cấp thấp của đảng và thậm chí cả người Việt Nam đều không được thông báo về điều này và các đảng viên cũng không biết cho tới nhiều năm sau. Giới lãnh đạo đảng tán thành việc đấu tranh vũ trang chống chính phủ, khi ấy dưới sự lãnh đạo của Sihanouk. Năm 1967, CPK đã có nhiều nỗ lực nổi dậy nhưng không có nhiều thành công.
Năm 1968, các lực lượng Khmer tiến hành một cuộc nổi dậy trên khắp đất nước Campuchia (xem thêm Nội chiến Campuchia). Khmer Đỏ gồm 3 nhóm chính hoạt động độc lập và cạnh tranh với nhau:
- Nhóm Đông Bắc: gồm Pol Pot, Ieng Sary, Son Sen, Khieu Samphan do Pol Pot lãnh đạo có căn cứ địa ở vùng dân tộc thiểu số tại Đông Bắc Campuchia
- Nhóm Tây Nam: gồm Hu Nim, Hou Yuon, Phok Chay và Tin Op do Hu Nim lãnh đạo có căn cứ tại miền Nam và Tây Nam Campuchia trong vùng dãy núi Con Voi và dãy núi Đậu Khấu
- Nhóm miền Đông: gồm So Phim, Keo Muni, Chou Chet do So Phim lãnh đạo có căn cứ tại miền Đông ở các tỉnh đông dân giữa sông Mekong và biên giới Việt Nam

Dù Bắc Việt Nam không được thông tin về quyết định này, các lực lượng của họ đã cung cấp nơi ẩn náu và vũ khí cho Khmer Đỏ sau khi cuộc nổi dậy diễn ra. Sự ủng hộ cuộc nổi dậy của người Việt Nam khiến quân đội Campuchia không thể đàn áp một cách hiệu quả. Trong hai năm tiếp sau, cuộc nổi dậy lớn mạnh bởi Sihanouk không có nhiều nỗ lực ngăn chặn. Khi đã trở nên mạnh hơn, cuối cùng đảng công khai tuyên bố mình là Đảng Cộng sản Kampuchea (CPK).
Sức hấp dẫn chính trị của Khmer Đỏ gia tăng như một kết quả của tình hình được tạo ra sau khi Sihanouk bị lật đổ năm 1970. Thủ tướng Lon Nol, với sự ủng hộ của Quốc hội, hạ bệ Sihanouk. Sihanouk, lưu vong ở Bắc Kinh, tham gia liên minh với Khmer Đỏ thành lập Mặt trận thống nhất dân tộc Campuchia đứng đầu là Sihanouk, và Các lực lượng vũ trang nhân dân giải phóng dân tộc Campuchia Khieu Samphan đứng đầu (ngày 23 tháng 3 năm 1970) và trở thành lãnh đạo danh nghĩa của chính phủ lưu vong đa số Khmer Đỏ (được gọi theo tên viết tắt tiếng Pháp là GRUNK) và được Cộng hòa Nhân dân Trung Hoa ủng hộ (Chính phủ Vương quốc Đoàn kết Dân tộc Campuchia).
Phong trào giành được sức mạnh và sự ủng hộ ở những khu vực rừng núi phía Đông Bắc và đã có được vị thế vững chắc khi lãnh đạo Campuchia là Hoàng thân Sihanouk bị lật đổ trong một cuộc đảo chính quân sự năm 1970. Vị cựu hoàng thân sau đó quay sang tìm kiếm sự ủng hộ của Khmer Đỏ. Với mối đe dọa từ cuộc Nội chiến đang đến gần, Khmer Đỏ giành được sự ủng hộ bằng cách nhận lấy hình ảnh của một "đảng vì hòa bình".
Danh tiếng của Sihanouk ở những vùng nông thôn Campuchia cho phép Khmer Đỏ mở rộng quyền lực và ảnh hưởng tới mức vào năm 1973 trên thực tế họ kiểm soát đa phần lãnh thổ Campuchia, dù chỉ với một phần nhỏ dân số. Nhiều người Campuchia đã giúp Khmer Đỏ chống lại chính phủ Lon Nol nghĩ rằng họ đang chiến đấu cho sự trở lại của Sihanouk.
Mối quan hệ giữa những cuộc ném bom rải thảm vào Campuchia của Hoa Kỳ và sự lớn mạnh của Khmer Đỏ, trong việc thực hiện tuyển mộ binh lính và sự ủng hộ của dân chúng, là một vấn đề thu hút nhiều nhà sử học. Năm 1984 Craig Etcheson thuộc Trung tâm Tài liệu Campuchia cho rằng "không thể" quả quyết rằng Khmer Đỏ không thể chiến thắng nhưng sự can thiệp của Hoa Kỳ và những cuộc ném bom quả thực có giúp Khmer Đỏ tuyển một số binh sĩ, "dù sao họ cũng sẽ thắng". Một số nhà sử học nêu ra sự can thiệp và các chiến dịch ném bom của Hoa Kỳ (giai đoạn 1965–1973) là một yếu tố quan trọng dẫn tới sự gia tăng ủng hộ dành cho Khmer Đỏ trong tầng lớp nông dân Campuchia. Nhà sử học Ben Kiernan và Taylor Owen đã sử dụng một sự tổng hợp bản đồ vệ tinh chi tiết, được giải mật gần đây về phạm vi những hoạt động ném bom, và lời chứng của những người nông dân, để cho rằng đã có sự tương quan giữa những làng mạc bị ném bom và việc tuyển mộ những người nông dân của Khmer Đỏ. Trong cuộc nghiên cứu năm 1996 về cách thức Pol Pot nổi lên nắm quyền lực, Kiernan cho rằng sự can thiệp từ bên ngoài "có lẽ là yếu tố quan trọng duy nhất trong sự trỗi dậy của Khmer Đỏ". Mùa thu năm 2000, Tổng thống Hoa Kỳ Bill Clinton trở thành Tổng thống Mỹ đầu tiên từ thời Nixon tới Việt Nam. Trong một động thái mang tính nhân đạo, Clinton đã cho giải mật nhiều dữ liệu của Không quân Mỹ về tất cả những vụ ném bom từ năm 1964 tới năm 1975 tại Đông Dương. Điều này cho phép vẽ bản đồ các địa điểm bị ném bom, và xác định vị trí những nơi có thể còn sót lại bom mìn.
Tới những năm 1970, lý tưởng của Khmer Đỏ là sự tổng hợp các ý tưởng của họ với các ý tưởng chống thực dân của PCF, mà các lãnh đạo của họ có được khi theo học tại các trường Đại học ở Pháp thập niên 1950. Tới năm 1975, với việc chính phủ Lon Nol không còn vũ khí, rõ ràng vấn đề chỉ còn là thời gian trước khi chính phủ này sụp đổ. Ngày 17 tháng 4 năm 1975, Khmer Đỏ chiếm Phnôm Pênh.

### Sự tham gia của Hoa Kỳ
Năm 1973, ngay trước khi Pol Pot nắm quyền cai trị toàn bộ nước Campuchia, Chính phủ Khmer Cộng hòa, với sự hỗ trợ của Mỹ, "đã ném khoảng nửa triệu tấn bom xuống Campuchia." Nhiều người mất người thân và bạn bè đã gia nhập vào cuộc cách mạng của Khmer Đỏ. Tuy nhiên không lực của Hạm đội 7 Hoa Kỳ cho rằng việc ném bom đã ngăn chặn sự sụp đổ của Phnôm Pênh năm 1973 với việc tiêu diệt 16,000 trong số 25,500 chiến binh Khmer Đỏ đang bao vây thành phố.

Sau này hóa ra con số "khoảng một nửa triệu tấn bom" là quá thấp. Khi tổng thống Bill Clinton giải mật dữ liệu của Không quân về toàn bộ các cuộc ném bom ở Đông Dương giai đoạn 1964 và 1975. Tính riêng tại Campuchia 
Từ ngày 4 tháng 10 năm 1965, đến ngày 15 tháng 8 năm 1973, Hoa Kỳ đã ném lượng bom xuống Campuchia lớn hơn rất nhiều con số mọi người từng tính trước đây: tương đương 2,756,941 tấn, đã được ném xuống trong 230,516 phi vụ vào 113,716 địa điểm. Chỉ hơn 10% trong số đó là không nhắm vào vị trí cụ thể, với 3,580 phi vụ được liệt kê là có mục tiêu "không rõ ràng" và 8,238 phi vụ hoàn toàn không có địa điểm.... Tổng trọng lượng bom ném xuống trong giai đoạn này lớn hơn gần gấp năm lần con số mọi người thường nghĩ. Nếu tính tới con số đã được sửa đổi là 2,756,941, Đồng minh chỉ ném hơn 2 triệu tấn bom trong toàn bộ Thế Chiến II, gồm cả những quả bom ném xuống Hiroshima và Nagasaki: 15,000 và 20,000 tấn. Campuchia có thể là quốc gia bị ném bom dữ dội nhất trong lịch sử.... Việc ném bom buộc những người Cộng sản Việt Nam thâm nhập sâu hơn vào trong Campuchia, khiến họ có liên hệ mật thiết hơn với những người nổi dậy Khmer Đỏ [và] đẩy những người dân thường Campuchia vào trong tay Khmer Đỏ, một nhóm dường như ban đầu không có triển vọng thực hiện thành công cuộc cách mạng.

Nixon đã ra lệnh rằng, "Họ (Không lực Hoa Kỳ) phải đi tới đó và tôi muốn nói là thật sự vào đó... Tôi muốn tất cả những thứ gì có thể bay được phải đi vào đó và làm chúng khốn đốn. Không có giới hạn về khoảng cách và không có giới hạn về ngân sách. Rõ chưa?" Taylor Owen Lưu trữ ngày 29 tháng 12 năm 2011 tại Wayback Machine và Ben Kiernan thuộc Đại học Yale lưu ý rằng, "Trước đó, ước tính trong khoảng 50,000 tới 150,000 thường dân Campuchia thiệt mạng trong những vụ ném bom. Với tổng lượng bom tăng gấp năm lần, con số thương vong chắc chắn sẽ cao hơn."
Hoa Kỳ ủng hộ những đảng phái đối lập có tư tưởng chống cộng ở Campuchia trong những nỗ lực lật đổ người Việt Nam và chế độ Cộng hòa Nhân dân Kampuchea được Việt Nam hậu thuẫn; nó là một phần trong thái độ chống Việt Nam và chống Liên Xô đang thắng thế thời điểm đó, đặc biệt ở lúc cao điểm cuộc Chia rẽ Trung – Xô, bởi Cộng hòa Nhân dân Trung Hoa cũng ủng hộ Khmer Đỏ chống lại chính quyền Cộng hòa Nhân dân Kampuchea thân Việt Nam. Hoa Kỳ đã giúp các du kích Khmer Đỏ rút chạy vào Thái Lan sau khi quân Việt Nam tràn vào lãnh thổ Campuchia lật đổ chế độ Khmer Đỏ. Hoa Kỳ cùng Trung Quốc ủng hộ "Liên minh chính phủ Kampuchea dân chủ" (trong đó có Khmer Đỏ) tiến hành chiến tranh du kích chống lại chính phủ Hun Sen tại Campuchia và đồng minh Việt Nam của họ. Hoa Kỳ bị giằng xé giữa nỗi khiếp sợ sự tàn bạo của chính quyền Pol Pot và lo sợ về ảnh hưởng của Việt Nam nếu chính quyền Pol Pot sụp đổ. Một bức điện của Bộ Ngoại giao Mỹ gửi đến 6 đại sứ quán Mỹ tại châu Á vào ngày 11 tháng 10 năm 1978 có viết “Chúng tôi tin rằng một nước Campuchia phải tồn tại ngay cả khi chúng tôi tin rằng chế độ Pol Pot là chế độ vi phạm quyền con người tồi tệ nhất thế giới” và “Chúng tôi không thể ủng hộ chính quyền Pol Pot, nhưng một Campuchia độc lập phải tồn tại”.

## Cầm quyền
Năm 1975, khi những người Cộng sản Việt Nam giành được chính quyền trên cả nước Việt Nam, thì Khmer Đỏ cũng giành được chính quyền tại Campuchia, xây dựng quốc gia Campuchia Dân chủ. Quân đội của nhà nước này được gọi là Quân đội Quốc gia Kampuchea Dân chủ.

Lá cờ Kampuchea Dân chủ

Ban lãnh đạo Khmer Đỏ hầu như không thay đổi từ thập niên 1960 tới giữa những năm 1990. Thành phần lãnh đạo hầu hết xuất thân từ những gia đình trung lưu và đã được giáo dục tại các trường Đại học Pháp.
Ban thường vụ Ủy ban Trung ương của Khmer Đỏ trong giai đoạn cầm quyền gồm:
- Pol Pot (Saloth Sar) (chết năm 1998), "Anh cả", Tổng Bí thư Đảng cộng sản Campuchia (từ năm 1963-1981) kiêm Thủ tướng Campuchia Dân chủ (từ năm 1976-1979), lãnh đạo thực tế của phong trào. Pol Pot là một lãnh đạo chủ chốt của phong trào sau khi ông từ Pháp quay về Campuchia. Pol Pot đã trở thành một thành viên của Đảng Cộng sản Pháp (PCF). Từ tháng 4 năm 1975 khi Khmer Đỏ giành được chính quyền, ông đã đưa ra những ý tưởng của Khmer Đỏ như ra lệnh xua đuổi trí thức từ thành thị về nông thôn, đóng cửa trường học, xóa bỏ Phật giáo và tiền tệ nhằm cải cách nông nghiệp... Chỉ trong bốn năm cầm quyền chế độ của Pol Pot đã gây ra cái chết gần 1,7 triệu người Campuchia.
- Nuon Chea (Long Bunruot), "Anh hai", Chủ tịch Quốc hội, được xem là "cánh tay phải" của Pol Pot, là nhà tư tưởng thực hiện các chính sách diệt chủng cũng như ra lệnh bắt giữ và hành quyết các thành viên của Khmer Đỏ bị kết tội phản bội. Nuon Chea đầu hàng chính phủ Campuchia vào tháng 12 năm 1998, bị bắt và xét xử năm 2007, Nuon Chea chết năm 2019 khi đang thụ án chung thân.
- Ieng Sary (anh em đồng hao của Pol Pot), "Anh ba", Phó thủ tướng kiêm Bộ trưởng ngoại giao, Ieng Sary cũng là người phụ trách các chính sách đối ngoại của Khmer Đỏ, Ieng Sary đầu hàng chính phủ của Hun Sen vào năm 1996, bị bắt giữ năm 2007, chết năm 2013
- Khieu Samphan, "Anh tư", Chủ tịch Kampuchea Dân chủ từ năm 1976 đến năm 1979. Đến năm 1982 Khieu Samphan trở thành lãnh đạo chính của tàn quân Khmer Đỏ sau khi Pol Pot nhường quyền lãnh đạo lại cho y, tháng 12 năm 1998 Khieu Samphan chính thức đầu hàng chính phủ, Khieu Samphan bị bắt năm 2007 với các cáo buộc phạm tội diệt chủng, tội ác chiến tranh và tội ác chống lại nhân loại.
- Ta Mok (Chhit Chhoeun) (chết 21 tháng 7 năm 2006), "Anh năm", biệt danh "Đồ tể", Phó chủ tịch Quốc hội, Bí thư khu Tây nam kiêm Tổng Tư lệnh Khmer Đỏ từ năm 1975, Ta Mok cũng là  lãnh đạo cuối cùng của Khmer Đỏ đến năm 1999. Ta Mok là người phụ trách việc xua đuổi tri thức về nông thôn, cũng như ra lệnh thảm sát trong nhiều vụ thanh trừng nội bộ của Khmer Đỏ, Ta Mok bị bắt năm 1999, chết tại bệnh viện vào năm 2006 khi đang bị giam giữ chờ xét xử về tội diệt chủng.
- So Phim Bí danh So Vanna, "Anh sáu", Phó chủ tịch Quốc hội kiêm Bí thư quân khu Đông. So Phim được xem là một lãnh đạo cao cấp của Khmer Đỏ, có nhiều thời điểm ông được xếp vào hàng thứ ba trong trung ương Đảng Campuchia chỉ sau Pol Pot và Nuon Chea. Khác với nhiều thành viên cao cấp khác của Khmer Đỏ, So Phim là thành viên ôn hòa và là người có cảm tình với Việt Nam. Ông nhiều lần phản đối các chính sách chống Việt Nam của Pol Pot cũng như các vụ thanh trừng tại quân khu miền Đông. So Phim đồng thời cũng là cấp trên của Heng Samrin. Tháng 6 năm 1978 ông bị Pol Pot thanh trừng và bị kết tội phản bội vì "thân" với Việt Nam. So Phim đã tự sát sau khi bị quân lính khu Tây Nam của Ta Mok bao vây.
- Son Sen (xếp hàng thứ bảy trong trung ương Đảng ), Bộ trưởng Quốc phòng và là người phụ trách an ninh của Khmer Đỏ, Son Sen đồng thời là lãnh đạo của Kaing Guek Eav tức "đồng chí Duch" tại nhà tù S21. (Son Sen đã bị Pol Pot kết tội phản bội và ra lệnh tử hình cả nhà Son Sen vào năm 1997).
- Vorn Vet Còn có tên là So Thouk, Phó thủ tướng phụ trách kinh tế của Campuchia Dân Chủ từ năm 1976 đến năm 1978. Vorn Vet được biết như là nhân vật hàng đầu và là tay chân thân tính của Pol Pot trước và sau khi Khmer Đỏ giành được chính quyền. Tháng 11 năm 1978, Pol Pot đã ra lệnh thanh trừng và xử tử Vorn Vet tại nhà tù mật danh S21 với cáo buộc tội phản bội và là gián điệp CIA.
- Yun Yat Vợ của Son Sen Bộ trưởng giáo dục kiêm Bộ trưởng thông tin từ năm 1977 sau khi Hu Nim bị thanh trừng ( Yun Yat đã bị Pol Pot ra lệnh tử hình cùng với Son Sen vào năm 1997).
- Ke Pauk (chết năm 2002), "Anh mười ba", Bí thư quân khu Trung ương.
- Ieng Thirith Bộ trưởng phụ trách vấn đề xã hội, bị bắt năm 2007, vợ của Ieng Sary đồng thời cũng là em vợ của Pol Pot [23]

### Thanh trừng nội bộ
Sau khi cầm quyền, nội bộ Khmer Đỏ chia rẽ nghiêm trọng dẫn đến thanh trừng lẫn nhau. Nhóm Đông Bắc với nòng cốt là những sinh viên từ Paris trở về như Pol Pot, Ieng Sary, Son Sen, Khieu Samphan chủ trương xây dựng "xã hội cộng sản nông nghiệp thuần túy" theo kiểu Campuchia. Nhóm Tây Nam cũng do một số du học sinh từ Pháp về lãnh đạo bao gồm Hu Nim, Hou Yuon, Toch Phoum chủ trương tiến hành cách mạng văn hóa tại Campuchia mô phỏng theo Trung Quốc. Nhóm miền Đông bao gồm: So Phim, Keo Meas, Keo Muni là những Đảng viên kỳ cựu của đảng bộ Khmer thuộc Đảng Cộng sản Đông Dương muốn xây dựng xã hội chủ nghĩa theo mô hình Liên Xô và Việt Nam.
Sau khi lên cầm quyền, nhóm Đông Bắc của Pol Pot đã tiêu diệt hầu hết ban lãnh đạo của nhóm Tây Nam. Tháng 6/1978, nhóm miền Đông cũng bị tiêu diệt sau những cuộc khởi nghĩa quân sự chống Pol Pot thất bại. Một số ít còn sống sót, trong đó có Heng Samrin thuộc nhóm miền Đông chạy sang Việt Nam sau này trở thành lãnh đạo của Cộng hòa Nhân dân Campuchia.
Nhóm Pol Pot, Khieu Samphan cũng thể hiện tư tưởng chủ nghĩa dân tộc cực đoan qua việc nhấn mạnh đến sự vượt trội của người Khmer so với các tộc người khác. Từ rất sớm, Pol Pot đã nuôi tham vọng khôi phục lại đế chế Khmer khi xưa. Khmer Đỏ lúc này đã biến thành một dạng chủ nghĩa dân tộc cực đoan. Nó duy trì vỏ bọc chủ nghĩa cộng sản để tận diệt những người cộng sản Campuchia, sử dụng ngôn ngữ cách mạng xã hội chủ nghĩa nhưng lại muốn phá hoại cách mạng xã hội chủ nghĩa ở nước khác. Trên thực tế, đến năm 1981 nhóm Khmer Đỏ đã chính thức tuyên bố từ bỏ chủ nghĩa cộng sản và tự đổi tên từ Đảng Cộng sản Campuchia thành Đảng Campuchia Dân chủ
Kể từ lúc giành được chính quyền tại Campuchia vào tháng 4 năm 1975, Pol Pot bắt đầu tiến hành một cuộc thanh trừng nội bộ nhằm mục đích xóa đi sự "ảnh hưởng" của Việt Nam tại Campuchia, những người bị nghi là gián điệp nước ngoài hoặc bất cứ ai phản đối chính sách của Pol Pot ở trong hàng ngũ Khmer Đỏ. Tất cả đều bị bắt giữ và đưa đến nhà tù an ninh S21 tra tấn buộc họ phải thừa nhận là gián điệp của CIA, KGB hoặc Việt Nam trước khi bị đem hành quyết tại "Cánh đồng chết".
Chỉ trong vòng hai năm từ năm 1976 đến năm 1978, đã có khoảng 200 cán bộ cao cấp của Khmer Đỏ bị bắt giam và bị xử tử tại nhà tù S21. Những cuộc thanh trừng nội bộ của Khmer Đỏ ngày càng tăng cao, số lượng thành viên của họ bị sát hại ngày càng nhiều. Tất cả đều bị cáo buộc tội phản bội hoặc là gián điệp nước ngoài.
Cuộc thanh trừng nội bộ do Pol Pot, Nuon Chea và Son Sen tiến hành bắt đầu từ những thành viên cấp cao của Khmer Đỏ như: Hu Nim (Bộ trưởng thông tin), Hou Yuon (Bộ trưởng tài chính), Toch Phoun (Bộ trưởng công chính), Keo Meas (Bộ trưởng giao thông và vận tải), Chou Chet (bí thư khu Tây), So Phim (phó chủ tịch Quốc hội), Ney Sarran, tức "đồng chí Ya" (Bí thư khu Đông Bắc), Keo Muni (Bộ trưởng nông nghiệp), Moul Sambath (Bộ trưởng nội vụ). Ngay cả những thành viên trung thành và thân tín của Pol Pot như Koy Thuon (Bộ trưởng công nghệ kiêm bí thư khu Bắc) hay Vorn Vet (Phó Thủ tướng phụ trách kinh tế) cũng bị Khmer Đỏ thanh trừng và sát hại tại nhà tù S21.

### Cải cách xã hội
Khi Pol Pot giành được quyền lực họ tập trung vào ý tưởng thành lập một xã hội nông nghiệp thuần khiết. Pol Pot ảnh hưởng mạnh tới việc tuyên truyền chính sách này. Mọi người tin rằng ông ta bị ảnh hưởng bởi cách sống của các bộ tộc vùng rừng núi đông bắc. Ông đánh giá cao cách họ sống "không có Phật giáo, tiền bạc hay giáo dục" và quyết định rằng đây là một cách thức tốt để người dân Campuchia bắt đầu sống. Ông muốn các định chế xã hội phải bị xóa bỏ và thiết lập xã hội toàn nông nghiệp. Đây là cách để ông "[tạo ra] một xã hội Cộng sản hoàn toàn mà không lãng phí thời gian cho các bước trung gian" như Khmer Đỏ nói với Trung Quốc năm 1975. Trong suốt thời gian cầm quyền, Khmer Đỏ đã xây dựng xã hội theo mô hình "Công xã nhân dân" rập khuôn của Mao Trạch Đông ở Cộng hòa Nhân dân Trung Hoa, cùng với khẩu hiệu "thanh lọc dân tộc" thực hiện cuộc tàn sát gần 2 triệu người Campuchia, mà nhiều người cho là diệt chủng man rợ, hoặc thanh lọc dân tộc ấu trĩ tả khuynh. Khmer Đỏ tiến hành một cuộc cải cách xã hội triệt để ở Campuchia với mục tiêu tạo ra một xã hội cộng sản dựa trên nông nghiệp thuần túy. Khmer Đỏ bắt buộc khoảng 2 triệu người từ các thành phố về nông thôn để làm việc trên các cánh đồng. Họ không chỉ buộc người dân phải rời bỏ nhà cửa, mà sau đó còn tước bỏ của mọi người các quyền căn bản bằng cách kiểm soát hoạt động của người dân, cách ăn mặc, người được nói chuyện, và nhiều khía cạnh khác trong cuộc sống.
So với các đảng cộng sản khác đang nắm chính quyền thì đảng Cộng sản Campuchia khá non trẻ. Họ không có một quá trình phát triển lâu dài trước khi nắm chính quyền, không có những phân tích lý luận, thảo luận hay tranh luận với các khuynh hướng chính trị – tư tưởng khác tại Campuchia. Họ mau chóng nắm được chính quyền do Mỹ rút khỏi Đông Dương trong khi trình độ lý luận và kinh nghiệm chính trị của họ còn xa mới bằng trình độ của các đảng lớn khác khi giành được chính quyền. Tuy nhiên họ lại có tham vọng thực nghiệm những ý tưởng cải tạo xã hội đơn giản và cực đoan một cách quyết liệt và nhanh chóng bỏ qua mọi bước quá độ mà các đảng cộng sản khác trên thế giới đều từng trải qua khi cải cách xã hội. Khieu Samphan, người có bằng tiến sĩ kinh tế đồng thời là nhà tư tưởng của Khmer Đỏ, cho rằng cách mạng phải do giai cấp nông dân lãnh đạo. Ông có quan điểm tương tự với triết gia Jean-Jacques Rousseau rằng con người vốn là tốt, nhưng đã bị nền văn minh làm cho hư hỏng; xã hội công nghiệp càng văn minh thì con người càng hư hỏng. Vì vậy theo Khieu Samphan chỉ cần một hệ thống xã hội thật đơn giản với một nền kinh tế chủ yếu dựa trên nông nghiệp, tự cung tự cấp để duy trì sự “trong sạch và lành mạnh” của con người dưới sự lãnh đạo của một nhóm nhỏ trí thức ưu tú. Nhóm ưu tú sẽ làm công việc suy nghĩ thay cho tất cả, quần chúng chỉ làm công việc lao động. Những ý tưởng này được ban lãnh đạo Khmer Đỏ áp dụng vội vã mà không đem ra thảo luận công khai, rộng rãi trong toàn đảng. Khi nắm quyền lực, Khmer Đỏ đã tiến hành một chương trình quyết liệt gồm việc cách ly đất nước khỏi ảnh hưởng từ nước ngoài, đóng cửa trường học, bệnh viện và nhà máy, xóa bỏ ngân hàng, tài chính và tiền tệ, đặt ra ngoài vòng pháp luật mọi tôn giáo, tịch thu tất cả tài sản tư nhân và tái bố trí nhân dân từ các khu đô thị về các nông trang hợp tác xã nơi có tình trạng cưỡng bức lao động trên diện rộng. Mục tiêu của chính sách này nhằm biến người dân Campuchia trở thành "Người Cổ" thông qua lao động nông nghiệp. Những hành động này dẫn tới những cái chết hàng loạt vì hành quyết, làm việc quá sức, ốm yếu và đói khát.
Những khẩu hiệu khác, ám chỉ tới Dân tộc Mới, là: "Giữ mày cũng không có lợi. Giết mày cũng chẳng thiệt gì". Triết lý của Khmer Đỏ đã phát triển cùng với thời gian. Khmer Đỏ đã nỗ lực biến Campuchia thành một xã hội thuần nhất bằng cách tản cư hoàn toàn dân cư thành thị và buộc họ ("Người Mới") vào các làng xã nông thôn. Toàn bộ dân số bị buộc phải trở thành những người nông dân trong các trại lao động. Tại Phnôm Pênh và các thành phố khác, Khmer Đỏ nói với dân chúng rằng họ sẽ chỉ bị chuyển đi "hai hay ba kilômét" ra ngoài thành phố và sẽ quay lại trong "hai hay ba ngày". Một số nhân chứng nói họ đã được ra lệnh di tản bởi "mối đe dọa từ những cuộc ném bom của Mỹ " và rằng họ không cần khóa cửa bởi Khmer Đỏ sẽ "chăm lo mọi thứ" cho tới khi họ quay lại. Đây không phải là những cuộc sơ tán dân thường đầu tiên của Khmer Đỏ. Những cuộc sơ tán tương tự mà dân chúng không được đem theo tài sản đã diễn ra ở mức độ nhỏ hơn ngay từ đầu thập niên 1970. Nghị quyết Hội nghị Ban Thường vụ Trung ương Đảng Cộng sản Campuchia ngày 15 tháng 10 năm 1975 nhận định: "Đường lối di dân của chúng ta là quan trọng nhất sau ngày 17-4-1975. Làm việc này, chúng ta thủ tiêu được mọi lực lượng chống đối, làm chủ đất nước 100%."
Trong bốn năm cầm quyền, Khmer Đỏ đã bắt dân chúng làm việc quá sức trong tình trạng đói khát, cùng lúc họ hành quyết các nhóm dân chúng đã được lựa chọn, những người có khả năng gây hại cho nhà nước mới (gồm cả trí thức hay thậm chí những người có dấu hiệu có học thức, như đeo kính), và giết hại bất kỳ người nào vì những vi phạm nhỏ nhất. Nếu bị bắt, người có lỗi thường bị lẳng lặng dẫn vào một khu rừng hay cánh đồng và bị giết hại. Khmer Đỏ đã giết hại nhiều trí thức, cư dân thành thị, người dân tộc thiểu số, và nhiều đảng viên cũng như binh sĩ của chính họ, những người bị nghi ngờ là phản bội. Dân số Campuchia khoảng 7,100,000 người ở thời kỳ đầu cầm quyền của Khmer Đỏ. Trong mười năm sau đó, 3,300,000 người (gồm cả nam giới, phụ nữ, trẻ em và người nước ngoài) bị giết hại và tới cuối cuộc diệt chủng chỉ còn chưa tới 4 triệu người sống sót khỏi chế độ Khmer Đỏ. Khmer Đỏ muốn loại bỏ bất kỳ ai bị nghi ngờ "tham gia vào các hoạt động của thị trường tự do ". Những thợ chuyên nghiệp bị nghi ngờ liên thuộc tư bản và hầu hết mọi người có giáo dục, nhiều dân thành thị, và những người có quan hệ với các chính phủ nước ngoài. Khmer Đỏ cũng thanh trừng nội bộ dữ dội đối với những người cộng sản thân Liên Xô hoặc Việt Nam.
Tiền tệ bị xóa bỏ, sách vở bị đốt, giáo viên, thương nhân, và hầu hết giới trí thức đất nước bị giết hại, để thực hiện chế độ cộng sản nông nghiệp, như Pol Pot mong muốn. Kế hoạch tái định cư dân chúng về vùng nông thôn khiến hầu như một nửa hoạt động kinh tế: thập chí cả các trường học, bệnh viện bị đóng cửa, cũng như toàn bộ ngân hàng, và các công ty công nghiệp và dịch vụ. Các ngân hàng bị cướp phá và toàn bộ tiền tệ cũng như hồ sơ bị đốt bỏ để loại bỏ bất kỳ yêu cầu nào với tiền tệ.
Người Campuchia được yêu cầu sản xuất ra ba tấn gạo mỗi hécta; trước thời kỳ Khmer Đỏ, sản lượng trung bình chỉ một tấn mỗi hécta. Khmer Đỏ buộc mọi người làm việc liên tục 12 giờ, không được nghỉ hay ăn uống đầy đủ. Họ không tin vào thuốc men của phương Tây, thay vào đó chuộng loại thuốc truyền thống của nông dân; vì thế nhiều người đã chết. Sự hoàn toàn thiếu hiểu biết về nông nghiệp của các cư dân thành thị cũ khiến nạn đói trở nên không thể tránh khỏi. Những hành động như hái củ hay quả dại bị coi là "tư tưởng cá nhân" và bị kết tội chết.
Mối quan hệ gia đình vốn được nhà nước thừa nhận cũng bị cấm đoán, và các thành viên gia đình có thể bị tội chết nếu liên lạc với nhau. Trong bất kỳ trường hợp nào, các thành viên gia đình thường bị đưa tới những địa điểm khác nhau trong nước với tất cả các dịch vụ thư tín và viễn thông đã bị xóa bỏ. Khmer Đỏ tin rằng các bậc cha mẹ đã bị hư hỏng với chủ nghĩa tư bản. Vì thế, trẻ em bị cách ly khỏi cha mẹ và được giáo huấn chủ nghĩa cộng sản cũng như được dạy các biện pháp tra tấn súc vật. Trẻ em là một "công cụ chuyên chính của đảng " và được giao quyền lãnh đạo việc tra tấn và hành quyết.
Ngôn ngữ cũng bị chuyển đổi theo những hình thức khác. Khmer Đỏ phát minh ra những thuật ngữ mới. Mọi người được tuyên truyền để "tạo ra" (lot dam) một nhân vật cách mạng mới, là "những công cụ" (ឧបករណ៍; opokar) của cơ quan cầm quyền được gọi là "Angkar" (អង្គការ, "Tổ chức"), và việc lưu luyến với những thời kỳ tiền cách mạng (chheu satek arom, hay "ký ức bệnh hoạn") có thể dẫn tới việc bị hành quyết. Tương tự, những thuật ngữ nông thôn như Mae (ម៉ែ; mẹ) bị thay thế bằng những thuật ngữ như Mak (ម៉ាក់; mẹ). Tiếng Khmer có một hệ thống sử dụng phức tạp để định nghĩa vị thế và cấp bậc của người nói. Trong thời cai trị của Khmer Đỏ, việc sử dụng chúng bị bãi bỏ. Mọi người được khuyến khích gọi nhau là "bạn" hay "đồng chí" (មិត្ត; mitt), và tránh những dấu hiệu tôn trọng theo truyền thống như cúi mình hay khoanh tay chào, được gọi là samphea.
Nhiều người Campuchia đã vượt biên vào Thái Lan xin tị nạn. Từ đây, họ bị chuyển vào các trại tị nạn như Sa Kaeo hay Khao-I-Dang, trại duy nhất cho phép tái định cư tại các quốc gia như Hoa Kỳ, Canada, và Úc. Trong một số trại tị nạn như tại Site 8, Phnom Chat hay Ta Prik cán bộ Khmer Đỏ kiểm soát việc phân phối lương thực và hạn chế hoạt động của các cơ quan viện trợ nước ngoài.

### Những tội ác chống lại loài người

#### Hành động diệt chủng

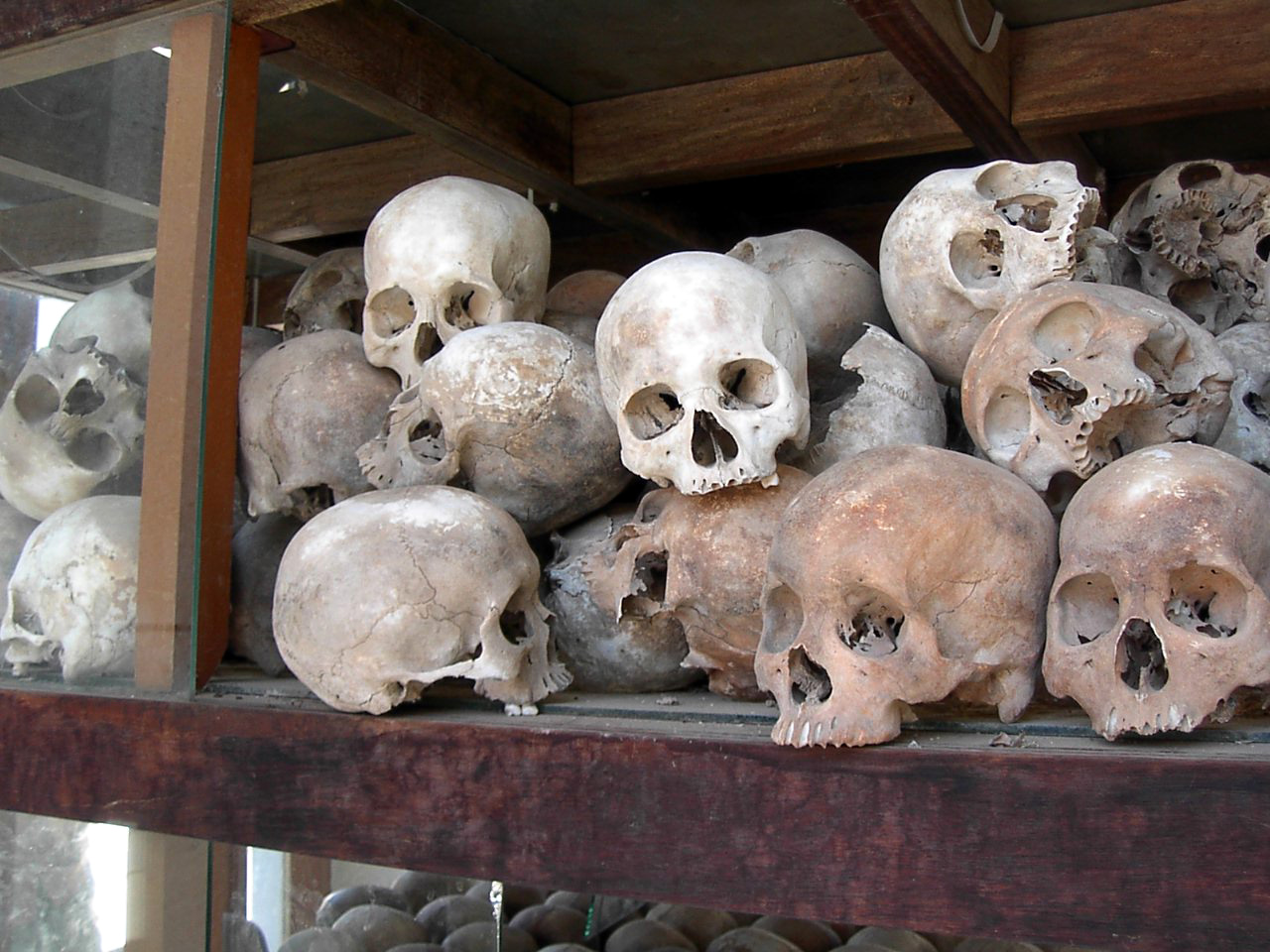
Đầu lâu các nạn nhân của Khmer Đỏ.

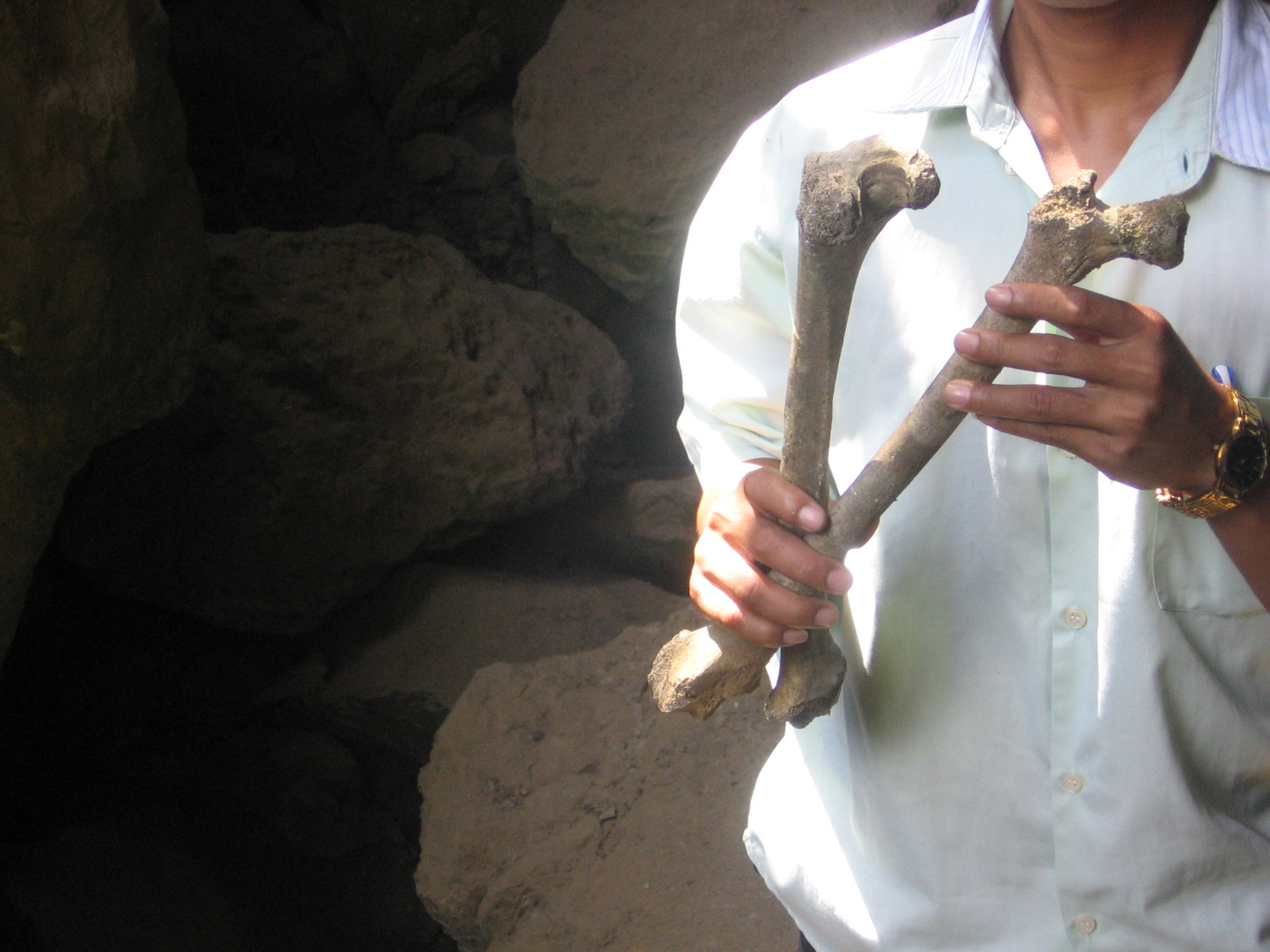
Xương cốt các nạn nhân của Khmer Đỏ tại Hang Kampong Trach, Đồi Kiry Seila, Rung Tik (Hang Nước) hay Rung Khmao (Hang Chết).

Chính phủ Khmer Đỏ đã bắt giữ, tra tấn và sau đó hành quyết bất kỳ ai bị nghi ngờ thuộc một trong nhiều tiêu chí bị nghi ngờ là "kẻ thù":
- Bất kỳ ai có quan hệ với chính phủ cũ hay các chính phủ nước ngoài.
- Người chuyên nghiệp và trí thức – trên thực tế tiêu chí này bao gồm hầu hết mọi người có giáo dục, hay thậm chí những người đeo kính (mà, theo chế độ, có nghĩa là họ có học). Chính Pol Pot là một người có trình độ giáo dục đại học (dù bỏ ngang) với lòng yêu mến văn học Pháp và cũng là một người nói thạo tiếng Pháp. Nhiều nghệ sĩ, gồm cả các nhạc sĩ, tác gia và nhà làm phim đã bị hành quyết. Một số người như Ros Sereysothea, Pan Ron và Sinn Sisamouth đã có được danh tiếng nhờ tài năng và đến ngày nay vẫn được người Khmer biết đến.
- Sắc tộc Việt Nam, sắc tộc Trung Quốc, sắc tộc Thái và các sắc tộc thiểu số khác ở Cao nguyên miền Đông, người Campuchia theo Cơ đốc giáo (hầu hết là Công giáo), tín đồ Hồi giáo (người Chăm) và các tu sỹ Phật giáo. Thánh đường Công giáo ở Phnôm Pênh bị phá hủy hoàn toàn. Khmer Đỏ buộc các tín đồ Hồi giáo phải ăn thịt lợn, thứ họ kiêng (ḥarām). Nhiều người từ chối thực hiện bị giết hại. (Một chính sách tương tự cũng được thực hiện ở Trung Quốc thời Mao Trạch Đông, nơi những tín đồ Hồi giáo bị buộc phải nuôi lợn). Giáo sĩ Công giáo và Hồi giáo bị hành quyết. Một trong những chỉ huy cũ của Khmer Đỏ, Comrade Duch, đã chuyển theo Công giáo vài năm sau khi chế độ này sụp đổ[33].
- "Những kẻ phá hoại kinh tế": nhiều người dân thành thị cũ (những người chưa chết vì đói khát) được cho là có tội vì thiếu khả năng làm nông nghiệp.

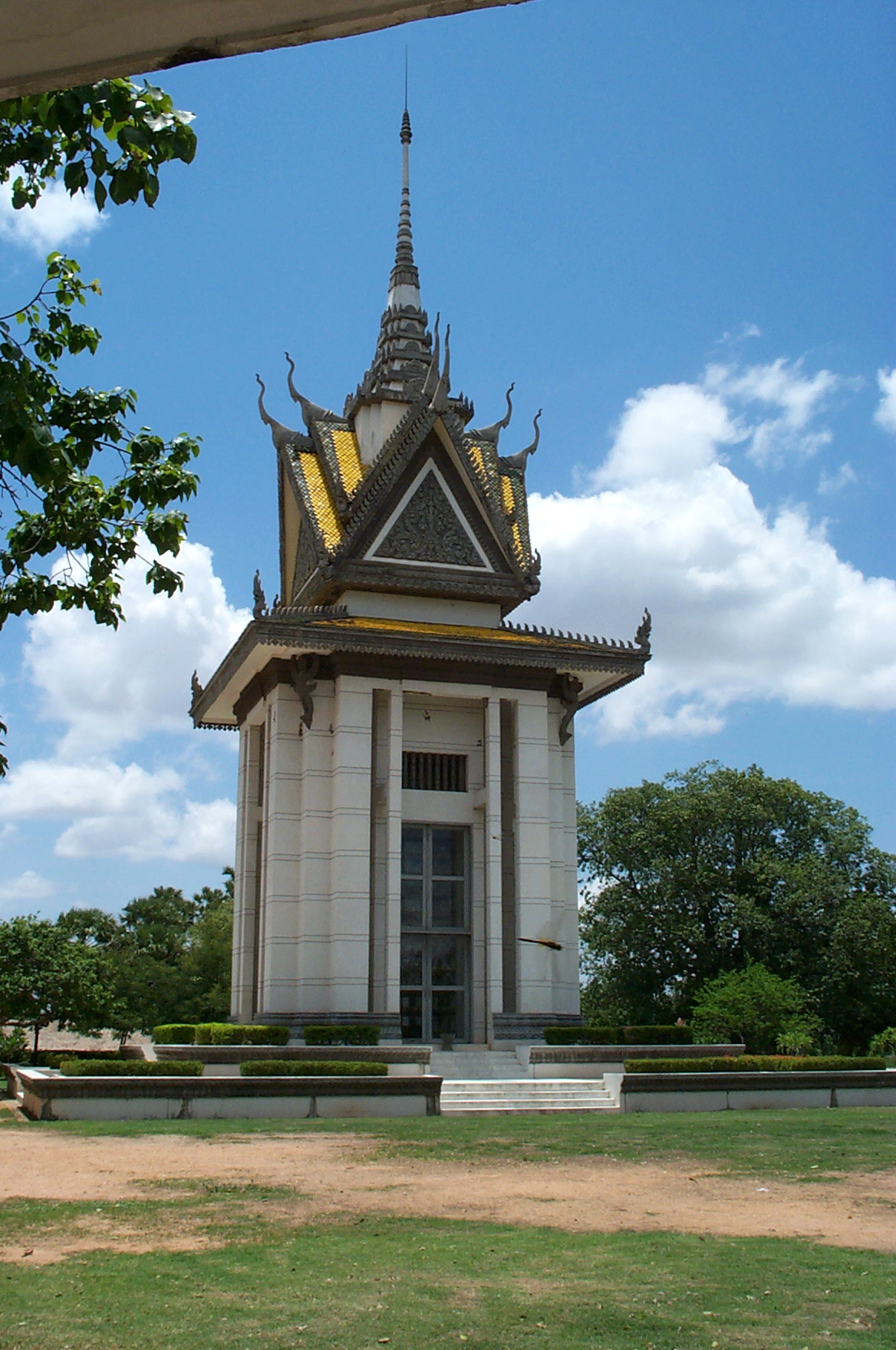
Tháp tưởng niệm các nạn nhân của chế độ diệt chủng

Trong suốt những năm 1970, và đặc biệt sau nửa đầu năm 1975, đảng cũng rung chuyển bởi những cuộc đấu tranh phe nhóm. Đã có những âm mưu quân sự lật đổ Pol Pot. Những cuộc thanh trừng sau đó lên đến đỉnh điểm năm 1977 và 1978 khi hàng nghìn người, gồm cả một số lãnh đạo quan trọng của Đảng Cộng sản Kampuchea bị hành quyết.
Ngày nay, các ví dụ về các phương pháp tra tấn được Khmer Đỏ sử dụng được trưng bày trong Bảo tàng diệt chủng Tuol Sleng. Bảo tàng được dựng trên nền đất cũ của một trường trung học bị biến thành trại tù do Khang Khek Ieu (Kaing Guek Eav) chỉ huy, thường được biết với cái tên "Đồng chí Duch". Khoảng 17,000 đã bị chuyển qua trung tâm này trước khi họ bị đưa tới những địa điểm (cũng được gọi là những cánh đồng chết), bên ngoài Phnôm Pênh như Choeung Ek nơi hầu hết bị hành quyết (chủ yếu bằng cuốc chim để tiết kiệm đạn) và bị chôn trong những ngôi mộ tập thể. Trong hàng nghìn người phải vào Trung tâm Tuol Sleng (còn được gọi là S-21), chỉ 12 người sống sót. Những người này được cho là đã còn sống bởi có kỹ năng, được những kẻ giam giữ coi là hữu ích.
Những tòa nhà tại Tuol Sleng đã được giữ nguyên như khi Khmer Đỏ rút khỏi đây năm 1979. Nhiều phòng hiện treo những bức ảnh đen trắng của hàng nghìn người do Khmer Đỏ chụp.

#### Số lượng người chết
Con số chính xác những người chết vì những chính sách của Khmer Đỏ đã bị tranh cãi, bởi nguyên nhân của cái chết của họ. Việc tiếp cận nước này trong thời kỳ cầm quyền của Khmer Đỏ và thời kỳ Việt Nam có mặt rất hạn chế. Đầu những năm 1980, chế độ do người Việt Nam hậu thuẫn kế tục Khmer Đỏ đã tiến hành một cuộc điều tra dân số trên toàn quốc, với kết luận rằng hơn 4.8 triệu người đã chết, nhưng hầu hết các nhà sử học hiện đại coi con số trên là không chính xác.
Những cuộc khảo sát hiện đại đã định vị được hàng nghìn ngôi mộ tập thể từ thời Khmer Đỏ trên khắp Campuchia. Nhiều cuộc điều tra ước tính con số người chết trong khoảng 740,000 tới 3,000,000, hầu hết trong khoảng 1.4 triệu tới 2.2 triệu, với khoảng một nửa chết vì bị hành quyết, và số còn lại vì đói khát và bệnh tật.
Dự án Diệt chủng Campuchia của trường Yale được Bộ Ngoại giao Hoa Kỳ tài trợ đưa ra các ước tính con số người chết xấp xỉ 1.7 triệu người, chiếm khoảng 21% dân số. R. J. Rummel, một phân tích lịch sử những vụ giết hại chính trị, đưa ra con số 2 triệu.

### Đối ngoại
Sau khi nắm quyền, Khmer Đỏ xa lánh phương Tây. Khmer Đỏ cũng trục xuất đại sứ Liên Xô về nước vì Liên Xô trước đó đã không hỗ trợ nhiều cho họ, thậm chí Liên Xô từng cân nhắc một thỏa thuận hòa bình năm 1972 đối với Đông Dương sẽ giúp chế độ Lon Nol tiếp tục nắm chính quyền. Khmer Đỏ cũng bác bỏ đề nghị đàm phán xây dựng mối quan hệ đặc biệt từ phía Việt Nam do lo ngại nước này âm mưu áp đảo Campuchia và lôi kéo Campuchia vào một Liên bang Đông Dương. Khmer Đỏ tìm đến Trung Quốc để có được sự hậu thuẫn của nước này dù rằng Trung Quốc từng ủng hộ Hoàng thân Norodom Sihanouk chống lại Khmer Đỏ suốt những năm 1960 và không nhiệt tình ủng hộ họ chống Lon Nol. Trung Quốc đồng ý ủng hộ Khmer Đỏ, nhưng tuyên bố rằng chính phủ mới sẽ được dẫn dắt bởi Sihanouk. Trung Quốc cần một đồng minh tại Đông Nam Á để thay thế cho Việt Nam trong lúc quan hệ Việt Trung ngày càng xấu đi và đồng thời chống lại nguy cơ bá quyền của Việt Nam ở Đông Dương. Trung Quốc ủng hộ Campuchia do lo sợ Việt Nam sẽ bành trướng ở Đông Dương. Theo một điện tín từ Đại sứ quán Mỹ ở Malaysia gửi Bộ Ngoại giao Mỹ vào ngày 27 tháng 4 năm 1978, sau một cuộc họp với một thành viên của chính phủ Thụy Điển vừa đến thăm Trung Quốc, “[Ngoại trưởng Trung Quốc] Hoàng Hoa lưu ý rằng khi người Việt đã đánh bại Mỹ và thu được số lượng lớn vũ khí của Mỹ, họ đã trở nên ‘tự cao tự đại’ và họ đã ấp ủ từ lâu những kế hoạch cho một Liên bang Đông Dương”. Ngược lại Khmer Đỏ tuyên bố "kiên quyết và dứt khoát phản đối các thế lực bên ngoài có hành động can thiệp dưới mọi hình thức vào những vấn đề nội bộ của Campuchia". Đại sứ quán Trung Quốc ở Phnôm Pênh mở cửa trở lại. Khmer Đỏ nhận được viện trợ của Trung Quốc, đổi lại họ sẽ ủng hộ tư tưởng “Ba Thế giới” của Trung Quốc và hậu thuẫn Bắc Kinh chống lại Liên Xô. Tuy nhiên Khmer Đỏ luôn nghi ngờ Trung Quốc vì sợ nước này sẽ biến Campuchia thành vệ tinh của Trung Quốc.
Mao Trạch Đông đã tỏ ra lo ngại về các chính sách cực đoan của Khmer Đỏ. Ông đã cảnh báo Pol Pot: “Anh không nên sao chép y hệt kinh nghiệm của Trung Quốc, mà hãy suy nghĩ theo hoàn cảnh riêng mình. Theo lời Marx, lý thuyết của ông ấy là một tôn chỉ dẫn đường cho hành động, nhưng không phải là một học thuyết.” Nhưng sau đó Mao khen ngợi Pol Pot: “chỉ một lần thực hiện mà ông đã đạt được điều mà tất cả chúng tôi đã thất bại.”. Chu Ân Lai cũng từng cảnh báo "Các anh phải hết sức cẩn thận, vì con đường đi lên chủ nghĩa cộng sản rất chông gai và nguy hiểm. Nếu các anh cố tình bỏ qua những phương cách khôn khéo và thận trọng, thì chắc chắn sẽ khiến nhân dân mình phải hứng chịu một tấm thảm kịch… Chủ nghĩa cộng sản phải như một món quà các anh dâng tặng người dân, món quà tự do và tự chủ toàn vẹn.". Tuy nhiên Khmer Đỏ đã bỏ qua mọi cảnh báo từ phía lãnh đạo Trung Quốc. Dù vậy Khmer Đỏ vẫn ủng hộ các chính sách ngoại giao của Trung Quốc.
Sự viện trợ của Trung Quốc không đi kèm với những điều kiện chính trị. Noun Chea nói: “Trung Quốc đã hỗ trợ chúng tôi vũ khí,” chủ yếu tiếp tế các loại vũ khí hạng nhẹ, nhưng “không bao giờ bán vũ khí” cho Campuchia Dân chủ. Ông bổ sung: “Không hề có hỗ trợ nào trong lĩnh vực chính trị, Trung Quốc chỉ viện trợ đơn thuần về kỹ thuật” và “theo như tôi được biết, mọi viện trợ từ Trung Quốc, dù là về quân sự, hay quần áo nhu yếu phẩm” đều được cung cấp “mà không có bất kỳ điều kiện gì dưới mọi hình thức”. Lãnh đạo Khmer Đỏ chào đón viện trợ từ Trung Quốc nhưng vẫn lo ngại bị phụ thuộc. Tại một phiên họp tháng 6/1976, một quan chức cấp cao của Đảng Cộng sản Campuchia đã phát biểu: “Nếu chúng ta không mạnh mẽ và không nhanh chóng phát triển nhảy vọt, những kẻ thù bên ngoài sẽ chỉ chực chờ nghiền nát chúng ta. Kẻ thù dù có ở dạng nào thì cũng đều muốn những nước nhỏ làm đầy tớ cho họ.”. Kế hoạch kinh tế 4 năm của Campuchia cho rằng Campuchia cần sự giúp đỡ của các nước đồng minh nhưng cũng ghi nhận "Trung Quốc có cung cấp viện trợ, nhưng cũng không nhiều nếu so với các nước khác. Đây là chính sách của Đảng ta. Nếu nước ta đi cầu khẩn các nước khác giúp đỡ, chắc chắn phần nào sẽ được đáp lại, nhưng làm vậy sẽ ảnh hưởng đến lập trường chính trị của chúng ta. Xin được viện trợ từ Liên Xô không dễ. Việt Nam vẫn đang phải quanh quẩn gần bên để xin xỏ Liên Xô. Chúng ta sẽ không theo chân họ. Nguyên nhân là bởi, nếu chúng ta xin họ giúp đỡ, dù ít hay nhiều, chắc chắn sẽ có những điều kiện chính trị kèm theo áp đặt lên nước ta.". Trong nạn đói năm 1977, Campuchia Dân chủ miễn cưỡng tiếp nhận viện trợ lương thực từ bên ngoài. Các quan chức Trung Quốc có lúc tức giận vì Khmer Đỏ từ chối nhận viện trợ và ý kiến cố vấn của họ. Trung Quốc tin rằng Khmer Đỏ đã thực thi chủ nghĩa quân bình và tự cường quá đà. Trung Quốc nhìn chung vẫn hành xử theo nguyên tắc không can thiệp. Họ không dám đe dọa cắt đứt viện trợ để gây sức ép lên ban lãnh đạo Khmer Đỏ khi những người này thực thi các chính sách tàn bạo làm Trung Quốc cảm thấy "choáng váng và tức giận".
Ngay từ khi mới giành được chính quyền, Khmer Đỏ đã gây hấn với các nước láng giềng là Việt Nam và Thái Lan. Khmer Đỏ muốn lấy lại các lãnh thổ thuộc đế chế Angkor đã bị các quốc gia láng giềng như Thái Lan, Việt Nam chiếm. Hành động này bắt nguồn từ chủ nghĩa dân tộc được khơi dậy từ thời Pháp thuộc, từng được cả Sihanouk và Lon Nol ủng hộ. Sihanouk, Lon Nol và sau này là Pol Pot đều xem các nước lân cận là kẻ thù truyền kiếp vì đã tiêu diệt đế quốc Khmer, xâm chiếm đất đai của Campuchia. Các cuộc xung đột lẻ tẻ trên biên giới Thái Lan và Campuchia diễn ra do tranh chấp các vùng lãnh thổ nhỏ dọc biên giới tại các tỉnh Trat, Aranyaprathet-Poipet và Surin, bắt đầu từ tháng 4 năm 1975 và gia tăng mạnh trong tháng 11. Ngoài tranh chấp biên giới, cuộc xung đột còn có nguồn gốc do các lực lượng Khmer Serei chống Khmer Đỏ sử dụng lãnh thổ Thái làm căn cứ xuất phát để tấn công Khmer Đỏ. Đáp lại, Khmer Đỏ cũng hỗ trợ lực lượng cộng sản Thái Lan thiết lập "Angka Siam" chống đối chính quyền Thái, và huấn luyện lực lượng này từ các tỉnh Sisaket, Buriram và tỉnh Surin trên biên giới Thái.
Trong năm 1976, dưới chính quyền bảo thủ của Thanin Kraivichien, được giới quân sự hỗ trợ, Thái Lan đã tính đến việc sử dụng quân đội tổng tấn công Khmer Đỏ để ngăn chặn các cuộc các cuộc đột kích qua biên giới ngày càng gia tăng. Xung đột biên giới từ tháng 11 năm 1976 còn trở nên tồi tệ hơn thời kỳ trước năm 1976. Chỉ kể từ tháng 1 tới tháng 8 năm 1977, quân Khmer Đỏ đã hơn 400 lần đột kích qua lãnh thổ Thái Lan, giết chóc, cướp phá và bắt cóc dân thường mang qua Campuchia. Cùng thời gian, Khmer Đỏ cũng bắt đầu xung đột với Lào.
Tuy nhiên, khi chính quyền Thanin sụp đổ, Thái Lan bắt đầu tiến hành thương thuyết với Khmer Đỏ để giải quyết xung đột, nhằm cân bằng ảnh hưởng của Việt Nam mà Thái Lan cho rằng đang chiếm ưu thế trên bán đảo Đông Dương. tới tháng 10 năm 1977, ngoại trưởng Thái gặp ngoại trưởng Khmer Đỏ Ieng Sary tại trụ sở Liên Hợp Quốc tại New York, hai bên chấp thuận chấm dứt xung đột. Dù vậy, các cuộc chạm trán tại biên giới giữa Thái Lan và Khmer Đỏ tiếp tục tiếp diễn cho tới khi quân Việt Nam lật đổ Pol Pot đầu năm 1979 và thiết lập một chính quyền thân Việt Nam tại Campuchia. Quan hệ giữa Thái Lan và Khmer Đỏ chuyển từ thù địch thành đồng minh, và Thái Lan như vậy ngay từ đầu đã tham gia tích cực vào cuộc xung đột tại Campuchia.
Từ 1975 – 1978, tin vào sự hậu thuẫn của chính quyền Trung Quốc và xem Việt Nam là một quốc gia chìm đắm trong các vấn đề kinh tế xã hội, ngại chiến tranh cũng như đánh giá quá cao khả năng tác chiến của binh lính Khmer Đỏ nên chính quyền Khmer Đỏ đã nhiều lần tấn công biên giới Tây Nam Việt Nam, tàn sát thường dân, đánh phá các cơ sở kinh tế và quân sự dọc biên giới với mục đích làm kiệt quệ đối phương. Trong giai đoạn 1975 đến giữa 1977, quân đội Việt Nam kém chủ động và đánh giá thấp ý chí của Khmer Đỏ định mở cuộc chiến xâm lược chống Việt Nam nên các lực lượng quân địa phương Việt Nam kém cảnh giác và ít chuẩn bị khiến việc điều động quân bị chậm. Ban lãnh đạo Khmer Đỏ tin rằng chiến tranh là lựa chọn duy nhất để đối phó "vấn đề Việt Nam" đồng thời giúp họ tìm ra "những người Khmer có đầu óc Việt Nam" và họ sẽ chiến thắng trong một cuộc chiến kéo dài với Việt Nam. Những hành động này, cùng với làn sóng di tản của người Campuchia chạy trốn chính quyền Khmer Đỏ đã làm quan hệ giữa Việt Nam và Campuchia đổ vỡ hoàn toàn. Việt Nam xem vấn đề Campuchia là "quan trọng nhất" bao gồm không những là cuộc chiến tranh gây ra bởi chính thể Pol Pot – Ieng Sary có Trung Quốc đứng sau lưng, và những tội ác Khmer Đỏ gây ra với nhân dân Việt Nam mà còn là vấn đề "độc lập quốc gia và cách mạng Campuchia" mà Campuchia phải tự giải quyết. Việt Nam ký Hiệp ước hữu nghị và hợp tác giữa Cộng hoà Xã hội chủ nghĩa Việt Nam và Liên bang Cộng hoà Xã hội chủ nghĩa Xô Viết tháng 11/1978 nhằm bảo đảm cho Việt Nam khả năng lật đổ chính quyền Pol Pot ở Campuchia và ngăn không để Trung Quốc xâm lược Việt Nam đồng thời giúp Việt Nam phát triển kinh tế. Sợ rằng Việt Nam sẽ có phản ứng về mặt quân sự, Pol Pot phát lệnh tấn công phủ đầu Việt Nam. Tuy nhiên, dù được Trung Quốc hỗ trợ, quân Campuchia vẫn nhanh chóng bị quân đội chính quy Việt Nam đẩy lùi và nhanh chóng thất trận. Quân Việt Nam tràn qua biên giới phản công Campuchia (các nước phương Tây và Trung Quốc gọi hành động này là xâm lược) và đến mùng 7 tháng 1 năm 1979 thì chiếm được Phnôm Pênh. Việt Nam, sau đó, hỗ trợ những người Cộng sản Campuchia thân Việt Nam tái lập lại Đảng Nhân dân Cách mạng Khmer và sau khi đưa quân vào Campuchia đã thành lập chính quyền Cộng hòa Nhân dân Campuchia thay chính quyền Khmer Đỏ vào năm 1979.

## Bị lật đổ
Sau bốn năm cầm quyền, chế độ Khmer Đỏ bị lật đổ năm 1979 sau cuộc Chiến tranh biên giới Tây Nam của Việt Nam và bị thay thế bởi những người Cộng sản ôn hòa hơn và ủng hộ Việt Nam. Khmer Đỏ tiếp tục tồn tại đến những năm 1990 như một phong trào kháng chiến hoạt động tại phía tây Campuchia từ các căn cứ ở Thái Lan. Năm 1996, sau một thỏa thuận hòa bình, lãnh đạo Pol Pot của họ chính thức giải tán tổ chức. Pol Pot qua đời ngày 15 tháng 4 năm 1998, chưa bao giờ bị đưa ra xét xử.
Chế độ Khmer Đỏ chủ yếu bị nhớ tới với cái chết của ước tính 1.5 triệu người hay 1/5 tổng dân số đất nước (các con số ước tính từ 850,000 đến 2.5 triệu người), trong những vụ hành quyết tra tấn, đói khát và lao động cưỡng bức. Bởi một số lượng lớn người chết, và bởi các nhóm sắc tộc và tôn giáo nhỏ là mục tiêu, những cái chết trong thời gian Khmer Đỏ cầm quyền tại Campuchia thường được coi là một vụ diệt chủng như được định nghĩa theo Hội nghị Liên hiệp quốc năm 1948.
Ngày 14 tháng 11 năm 1979, Đại hội đồng Liên Hợp Quốc ra nghị quyết "hối tiếc sâu sắc về sự can thiệp vũ trang của quân nước ngoài vào nội bộ Campuchia" và "kêu gọi rút ngay lập tức mọi lực lượng nước ngoài khỏi Campuchia, kêu gọi các nước kiềm chế không có hành động hay đe dọa gây hấn (aggression) và mọi hình thức can thiệp vào nội bộ các nước ở Đông Nam Á". Ngày 16 tháng 3 năm 1979, Hội đồng Bảo an bỏ phiếu về một nghị quyết do ASEAN bảo trợ, kêu gọi ngừng bắn trong toàn khu vực, rút quân đội nước ngoài, và giải quyết bằng hòa bình. Liên Xô buộc phải dùng quyền phủ quyết để bác bỏ nghị quyết này.

## Thời kỳ sau 1979
Tháng 12 năm 1978, quan hệ giữa Campuchia và Việt Nam đã trở nên hết sức căng thẳng do các hoạt động quân sự của Khmer Đỏ tại biên giới, cũng như do dòng người chạy tị nạn từ Campuchia. Cùng với Mặt trận thống nhất giải phóng dân tộc Kampuchea, gồm nhiều cựu thành viên Khmer Đỏ, quân đội nhân dân Việt Nam mở chiến dịch tấn công, đánh chiếm Phnôm Pênh ngày 7 tháng 1 năm 1979. Những cựu thành viên Khmer Đỏ này giúp đỡ Việt Nam, và được hỗ trợ từ Việt Nam, thành lập Cộng hòa Nhân dân Campuchia, mà Khmer Đỏ và Trung Quốc coi là chính phủ bù nhìn.
Bị đánh bại, Khmer Đỏ rút về phía tây, và tiếp tục kiểm soát khu vực biên giới với Thái Lan trong thập kỷ kế tiếp. Các vùng này bao gồm Phnom Malai, vùng núi gần Pailin thuộc rặng Cardamom và Anlong Veng ở dãy núi Dângrêk. Các khu căn cứ này không có khả năng tự cung tự cấp, nên Khmer Đỏ tiến hành các hoạt động buôn lậu gỗ và đá quý, nhận hỗ trợ quân sự từ Trung Quốc thông qua quân đội Thái. Tổng cộng, theo cựu thủ tướng Singapore Lý Quang Diệu, trong khoảng thời gian một thập kỷ, Khmer Đỏ và các lực lượng đối lập ở Campuchia nhận được hỗ trợ từ khối ASEAN, Mỹ và Trung Quốc khoảng 1,3 tỷ dollar.
Dù bị lật đổ, Khmer Đỏ tiếp tục giữ ghế tại Liên Hợp Quốc, đại diện bởi Thiounn Prasith, đồng chí cũ của Pol Pot và Ieng Sary từ thời sinh viên ở Paris, dưới tên "Campuchia Dân chủ". Tới năm 1982, Khmer Đỏ cùng với KPNLF (một đảng cánh hữu có tư tưởng chống cộng) và ANS (đảng bảo hoàng của Norodom Sihanouk) lập nên "Liên minh chính phủ Kampuchea Dân chủ" (CGDK), tiếp tục kháng chiến chống lại chính quyền thân Việt của Hun Sen cho tới 1993. Chính phủ Hoa Kỳ lúc này đang thực hiện "Học thuyết Reagan" với mục tiêu làm suy yếu và tiến tới tiêu diệt tầm ảnh hưởng của Liên Xô trên toàn thế giới, do đó Mỹ đã quyết định tài trợ cho liên minh CDGK nhằm lật đổ chính quyền Hun Sen (vốn thân Việt Nam và Liên Xô). Trung Quốc và các chính phủ phương Tây (đứng đầu là Hoa Kỳ) ủng hộ CGDK tại LHQ và bỏ phiếu ủng hộ chính phủ CDGK giữ ghế tại đây. Thụy Điển ngược lại thay đổi ý kiến và rút lui sự ủng hộ cho CDGK sau khi một số lớn công dân Thụy Điển viết thư cho chính phủ đòi thay đổi thái độ với chính phủ Pol Pot.

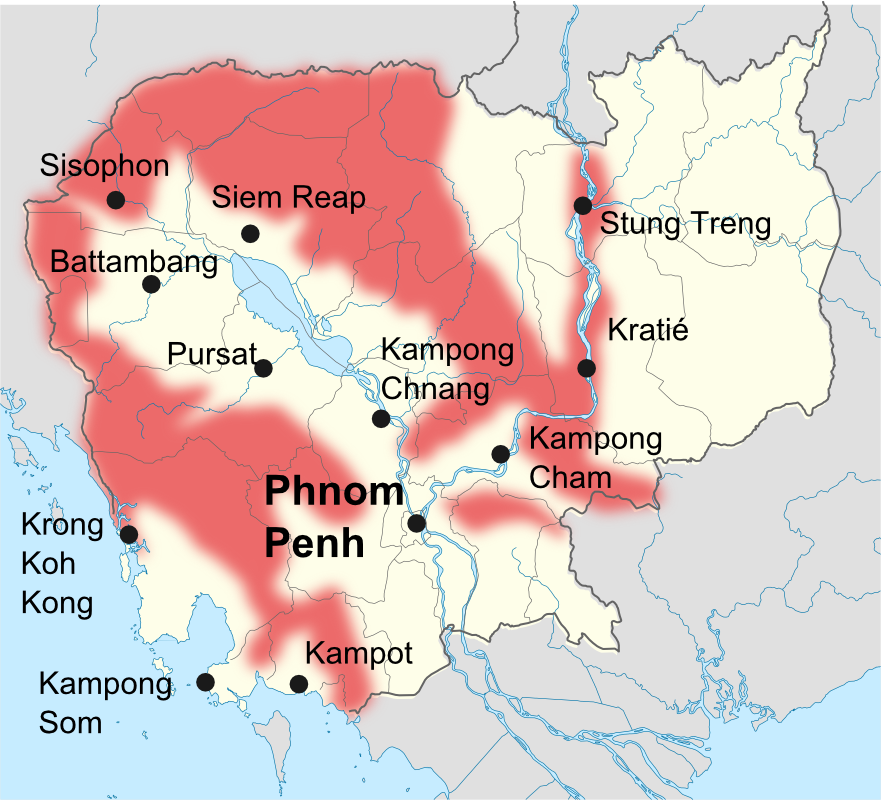
Vùng có các hoạt động của Khmer Đỏ 1989 – 1990.

Chiến thắng quân sự của Việt Nam có tác động mạnh mẽ trong khu vực; Trung Quốc mở cuộc tấn công vào biên giới phía bắc Việt Nam. Trung Quốc, Hoa Kỳ và các quốc gia ASEAN hỗ trợ việc thành lập chính phủ Campuchia lưu vong và các hoạt động quân sự Liên minh chính phủ Kampuchea Dân chủ bao gồm Khmer Đỏ, KPNLF và lực lượng bảo hoàng ANS. Khu vực phía đông và trung tâm Campuchia tiếp tục nằm dưới sự kiểm soát của Việt Nam và chính quyền Phnôm Pênh, trong khi vùng phía tây tiếp tục là bãi chiến trường trong suốt thập niên 1980, với hàng triệu quả mìn rải khắp nơi. Khmer Đỏ có lực lượng quân sự mạnh nhất trong liên minh ba phe chống đối gồm Khmer Đỏ và đội quân của Mặt trận Giải phóng Nhân dân Khmer (KPNLF) của Son Sann, và quân đội riêng của Hoàng thân Norodom Sihanouk (Armée Nationale Sihanoukiste, ANS). Liên minh này nhận được nhiều viện trợ quân sự từ Trung Quốc, Hoa Kỳ, Anh quốc, và tin tình báo từ quân đội Thái. Tuy vậy, theo Nate Thayer thì Hoa Kỳ và Anh Quốc chỉ viện trợ cho 2 đảng KPNLF và ANS (là hai đảng có tư tưởng chống cộng thuộc Liên minh CDGK) chứ không viện trợ cho Khmer Đỏ Anh đã cử lực lượng đặc biệt (SAS) sang Thái Lan giúp cho các nhóm du kích chống Phnôm Pênh dù không trực tiếp giúp quân của Pol Pot. Từ 1985 đến 1989, SAS (Special Air Service – đặc nhiệm Anh) đã mở hàng loạt trại huấn luyện cho đồng minh của Khmer Đỏ ở Thái Lan và lập ra một tiểu đoàn phá hoại (sabotage battalion) với 250 chuyên gia dùng chất nổ và phục kích. Các chuyên gia tình báo ở Singapore cũng giảng dạy các khóa học. SAS được lệnh chỉ huấn luyện cho quân lính của Sihanouk và cựu thủ tướng Son Sann nhưng Khmer Đỏ cũng "được hưởng lợi rất nhiều từ hoạt động của người Anh".
Phía Trung Quốc tiếp tục viện trợ cho tàn quân Khmer Đỏ khoảng 100 triệu USD mỗi năm nhờ vậy Pol Pot có thể duy trì các căn cứ trên đất Thái Lan. Hoa Kỳ thời Ronald Reagan cũng tiếp tục ủng hộ Trung Quốc trong chính sách giúp Khmer Đỏ, và tiếp tục hỗ trợ Pol Pot thông qua Trung Quốc. Theo nhà báo Elizabeth Becker, Cố vấn An ninh Quốc gia Zbigniew Brzezinski rất tự hào về chiến lược khuyến khích Thái Lan hợp tác với Trung Quốc để giúp Khmer Đỏ tái xây dựng lực lượng. Tới năm 1981, Khmer Đỏ tuyên bố từ bỏ chủ nghĩa Cộng sản, và chuyển trọng tâm sang chủ nghĩa dân tộc và bài Việt Nam. Tuy nhiên, một số nhà phân tích nhận định rằng sự thay đổi này không mang lại chuyển biến đáng kể gì, vì theo như sử gia Kelvin Rowley, "Luận điệu của Khmer Đỏ luôn dựa vào chủ nghĩa dân tộc hơn là kêu gọi cách mạng". Dư luận Mỹ ngày càng thấy bất bình, năm 1981, trên tờ New York Times đã có thư ngỏ của giới vận động yêu cầu Tổng thống Ronald Reagan ngưng hỗ trợ chế độ Pol Pot: "Sự hỗ trợ về ngoại giao của Hoa Kỳ cho chế độ Pol Pot, mang tên 'Kampuchea Dân chủ', bên cạnh việc các nước khác bán vũ khí cho lực lượng du kích khủng bố (terrorist guerrilla forces) của Pol Pot, chỉ kéo dài sự đau khổ của Campuchia, và khiến việc phục hồi còn non yếu của nước này bị nguy hại, và gây nguy cơ chiến tranh lan rộng. Chúng tôi thấy bất bình rằng đã năm thứ ba liên tiếp, Hoa Kỳ bỏ phiếu duy trì Kampuchea Dân chủ của Pol Pot ở Liên Hợp Quốc."
Tới năm 1985, tiền CIA viện trợ cho các nhóm du kích Campuchia gồm Khmer Đỏ lên tới 12 triệu USD mỗi năm. Ngày 10 tháng 7 năm 1985, Hạ viện Hoa Kỳ đã chính thức thông qua một khoản viện trợ công khai về tài chính và quân sự trị giá 5 triệu USD dành cho "các nhóm kháng chiến phi cộng sản" ở Campuchia (tức KPNLF và ANS) để chống lại chính quyền Hun Sen, trong đó Hạ viện Hoa Kỳ quy định rõ ràng rằng không được phép để cho Khmer Đỏ nhận được khoản viện trợ này. Nhưng nhà bảo trợ chính cho Khmer Đỏ vẫn là Trung Quốc. Andrew Mertha, tác giả cuốn "Brothers in Arms: China's Aid to the Khmer Rouge, 1975-1979" từng cho biết 90% viện trợ nước ngoài mà Khmer Đỏ nhận được đã đến từ Trung Quốc. Các khoản này gồm thực phẩm, vật liệu xây dựng tới xe tăng, máy bay, pháo. Ông Mertha, từ ĐH Cornell, tin rằng "nếu không có sự hỗ trợ của Trung Quốc, chế độ Khmer Đỏ không thể tồn tại được quá một tuần". Đặng Tiểu Bình tuyên bố năm 1984 "Tôi không hiểu vì sao có người muốn loại bỏ Pol Pot? Đúng là ông ta có phạm một số sai lầm trong quá khứ nhưng nay ông ta đang lãnh đạo cuộc chiến chống bọn xâm lược Việt Nam cơ mà.". Chính quyền Carter yêu cầu các tổ chức cứu trợ quốc tế không cấp viện cho Hà Nội và Phnôm Pênh. Dưới tác động của Mỹ và đồng minh, Ngân hàng Thế giới và Ngân hàng Phát triển Á châu không viện trợ cho Campuchia dưới quyền Heng Samrin và Hun Sen. Viện trợ trái lại chỉ được chuyển cho người Campuchia sống ở vùng Khmer Đỏ kiểm soát. Năm 1985, Ngoại trưởng Mỹ George Schulz thăm Thái Lan và cảnh báo các nước ASEAN về chuyện soạn đề nghị hòa bình. Năm 1989, chính quyền Mỹ đã cảnh báo Thái Lan nếu họ bỏ rơi các nhóm du kích Campuchia để làm ăn với chính phủ mới tại Campuchia. Theo điều khoản McCollum, cơ quan cấp viện USAID cũng chuyển quân trang quân dụng không sát thương dư thừa cho các nhóm du kích đóng ở Thái Lan, đạt con số 13 triệu USD năm 1989. Khi Khmer Đỏ nắm quyền, các cố vấn Bắc Triều Tiên đã có mặt để giúp xây dựng cơ sở hạ tầng. Trong thời gian tham gia chính phủ "kháng chiến", ông Sihanouk được một đội vệ sỹ Bắc Triều Tiên bảo vệ ngày đêm và ông liên tục đi Bình Nhưỡng nghỉ dưỡng. Hoàng thân Sihanouk coi "Kim Nhật Thành là người bạn chân thành nhất của tôi, luôn sẵn sàng giúp đỡ tôi. Ông còn hơn cả một người bạn. Ông là người anh em, và 'thân nhân duy nhất' thực thụ của tôi, sau khi mẹ tôi qua đời..."
Liên Hợp Quốc ra nhiều nghị quyết về việc Việt Nam đóng quân tại Campuchia:
- Nghị quyết ngày 22/10/1980 tuyên bố "hối tiếc sâu sắc rằng can thiệp quân sự nước ngoài tiếp tục và quân nước ngoài chưa rút khỏi Campuchia, vì vậy nghiêm trọng đe dọa hòa bình và an ninh quốc tế".
- Nghị quyết ngày 21/10/1981 "lên án (deploring) can thiệp quân sự nước ngoài tiếp tục và quân nước ngoài chưa rút khỏi Campuchia, vì thế gây ra thù nghịch tiếp tục ở đất nước và nghiêm trọng đe dọa hòa bình và an ninh quốc tế".
- Nghị quyết ngày 14/10/1987 "lên án (deploring) can thiệp quân sự nước ngoài và chiếm đóng (occupation) tiếp tục và quân nước ngoài chưa rút khỏi Campuchia, vì thế gây ra thù nghịch tiếp tục ở đất nước và nghiêm trọng đe dọa hòa bình và an ninh quốc tế".
- Nghị quyết ngày 3/11/1988 "lên án (deploring) can thiệp quân sự nước ngoài và chiếm đóng (occupation) tiếp tục và quân nước ngoài vẫn ở lại Campuchia, vì thế gây ra thù nghịch tiếp tục ở đất nước và nghiêm trọng đe dọa hòa bình và an ninh quốc tế".
- Nghị quyết ngày 16/11/1989 "lên án (deploring) can thiệp quân sự nước ngoài và chiếm đóng (occupation) ở Campuchia, nguyên nhân của thù nghịch tiếp tục ở đất nước, nghiêm trọng đe dọa hòa bình và an ninh quốc tế" và "khẳng định (affirms) rằng bất kỳ sự rút quân nước ngoài khỏi Campuchia mà không có Liên Hợp Quốc giám sát, kiểm soát và xác minh thì không phải là nằm trong khuôn khổ một giải pháp chính trị toàn diện".

Mặc dù Pol Pot từ bỏ vị trí lãnh đạo Khmer Đỏ cho Khieu Samphan năm 1985, ông ta tiếp tục là động lực thúc đẩy phe nổi dậy, bằng những bài diễn thuyết cho người của Khmer Đỏ. Các nhà báo như Nate Thayer, người ở cùng Khmer Đỏ trong thời gian đó, nhận xét rằng, dù cộng đồng quốc tế gần như nhất loạt lên án sự cai trị tàn bạo của Khmer Đỏ, một số đáng kể dân Campuchia sống trong vùng Khmer Đỏ kiểm soát tỏ vẻ thực lòng ủng hộ Pol Pot.
Dù Việt Nam đề nghị rút quân để đổi lại một thỏa thuận chính trị nhằm loại trừ việc Khmer Đỏ quay trở lại nắm quyền lực, chính phủ của phe chống đối cũng như ASEAN và Trung Quốc và Hoa Kỳ coi điều này là không thể chấp nhận được. Dù vậy năm 1985 Việt Nam tuyên bố sẽ hoàn tất việc rút quân vào năm 1990 và hoàn thành rút quân vào năm 1989, sau khi tạo điều kiện cho chính phủ Phnôm Pênh củng cố và tăng cường thực lực quân sự. Lúc cực điểm, Khmer Đỏ kiểm soát khoảng 20% lãnh thổ Campuchia, nhưng chỉ kiểm soát được khoảng 5% dân số, so với chính quyền Phnôm Pênh.
Sau một thập kỷ xung đột bất phân thắng bại, chính phủ Phnôm Pênh thân Việt Nam và phe chống đối ký kết hiệp định năm 1991 nhằm tiến hành bầu cử và giải giáp. Tuy vậy tới năm 1992, Khmer Đỏ lại tiến hành các hoạt động quân sự trở lại, tẩy chay bầu cử, và tuyên bố không chấp nhận kết quả bầu cử. Tuy vậy thì cuộc Tổng tuyển cử tự do vẫn được tổ chức vào tháng 5 năm 1993. Đến tháng 9 năm 1993, Quốc hội và Chính phủ mới được thành lập với nòng cốt là 2 đảng FUNCIPEC và CPP. Quốc hội nhất trí lấy tên nước là Vương quốc Campuchia. Đứng đầu nhà nước là Quốc vương Norodom Sihanuk. Chính phủ Mỹ tuyên bố sẽ không ủng hộ hoặc viện trợ cho chính phủ mới tại Campuchia nếu như Khmer Đỏ có được vị trí trong bộ máy chính quyền. Ngoài ra, Mỹ cũng gây áp lực với Thái Lan để chính phủ nước này cắt đứt mọi quan hệ với Khmer Đỏ 
Khmer Đỏ giờ đánh lại chính phủ liên hiệp mới tại Campuchia, bao gồm những người cộng sản được Việt Nam hỗ trợ khi trước (lãnh đạo bởi Hun Sen) cũng như các đồng minh cũ của Khmer Đỏ gồm những lực lượng phi cộng sản và bảo hoàng (như hoàng thân Norodom Ranariddh).

## Sụp đổ
Lực lượng Khmer Đỏ khi tháo chạy khỏi Phnôm Pênh tới biên giới Thái Lan còn khoảng hơn 20 ngàn quân. Được sự hỗ trợ từ Trung Quốc, khi mạnh nhất họ có trong tay tới khoảng 50 ngàn quân. Tuy nhiên cùng với việc các nhà bảo trợ giảm viện trợ và quá trình hòa giải tại Campuchia bắt đầu, hàng ngũ Khmer Đỏ bắt đầu suy yếu. Cuộc chiến tranh kéo dài cũng làm hàng ngũ Khmer Đỏ tiêu hao, "đại bộ phận" (có lẽ khoảng 80%) lực lượng Khmer Đỏ gồm quân tuyển mộ từ sau năm 1979.
Ngay sau khi Việt Nam tiến hành rút quân, Khmer Đỏ tiến hành các chiến dịch phản công lớn, đánh chiếm Pailin, thành lập các căn cứ mới, tiến hành đột kích đánh phá tại các vùng do chính phủ kiểm soát, gây bất an và hoảng loạn trong khắp các tỉnh miền tây Campuchia, tới tận các tỉnh miền bắc như Kompong Thom và miền nam như Kampong Speu và Kampot. Tới năm 1990, Khmer Đỏ có hai căn cứ quan trọng là Anlong Veng và Pailin. Tuy nhiên họ không mở rộng quyền kiểm soát vào sâu trong nội địa được, và phần lớn dân cư Campuchia tiếp tục nằm trong các vùng do chính quyền kiểm soát.
Khmer Đỏ kết luận họ không có nhiều cơ hội thu được ủng hộ từ phiếu bầu của dân chúng. Họ không muốn từ bỏ quyền lực tuyệt đối tại các vùng kiểm soát và giải giáp quân đội để đổi lại việc được chia sẻ quyền lực thông qua thỏa hiệp thành lập chính phủ liên hiệp và bầu cử tự do. Tuy nhiên việc này đã dẫn đến sự chia rẽ và bất mãn nghiêm trọng trong hàng ngũ Khmer Đỏ. Đa phần binh lính Khmer Đỏ là những lính tuyển mộ sau giai đoạn 1975 – 1979, những thành phần này ngày càng mệt mỏi vì chiến tranh, mà họ lại phải gánh vác phần tổn thất. Hàng ngũ lãnh đạo Khmer Đỏ phân rã, Son Sen và Ieng Sary bị đưa ra khỏi ban lãnh đạo, nay bao gồm chỉ có Pol Pot, Ta Mok và Khieu Samphan.
Việc Khmer Đỏ từ chối tham gia quá trình thỏa hiệp chính trị cũng gây ra phản ứng bất lợi cho họ. Cộng đồng quốc tế dần ít quan tâm đến Campuchia, hỗ trợ bên ngoài cho Khmer Đỏ giảm dần rồi ngưng hẳn. Trung Quốc cũng bỏ rơi Khmer Đỏ, thay vào đó bắt đầu viện trợ kinh tế, rồi quân sự cho chính phủ liên hiệp Campuchia. Khmer Đỏ tiếp tục các hoạt động quân sự phá hoại, kích động hằn thù chống Việt Nam và tàn sát hàng trăm kiều dân Việt Nam, làm hàng ngàn người khác phải chạy tị nạn, gây ra cuộc khủng hoảng người tị nạn lớn nhất kể từ khi LHQ tiếp quản Campuchia.
Năm 1994, chính phủ Campuchia mở chiến dịch quân sự lớn đánh vào căn cứ Pailin của Khmer Đỏ. Chiến dịch này khởi đầu thuận lợi, quân chính phủ lần lượt đánh chiếm Phnom Chhat, Anlong Veng và Pailin, nhưng Khmer Đỏ với lực lượng ít hơn nhiều nhanh chóng phản công và tái chiếm các khu vực bị chiếm, liên tiếp đánh bại quân chính phủ trong các cuộc giao chiến. Quân Khmer Đỏ truy kích quân chính phủ, uy hiếp tận Battambang. Quân Khmer Đỏ của Ieng Sary định chiếm thành phố này, nhưng không được, cũng như không giữ được các khu vực mà họ mới chiếm được. Quân chính phủ cũng mất hơn 20 xe tăng và xe bọc thép, cũng như khoảng 10 pháo vào tay Khmer Đỏ. Tương quan trên chiến trường không thay đổi khi chiến sự kết thúc.
Tuy giành được thắng lợi quân sự, khủng hoảng trong nội bộ Khmer Đỏ không suy giảm. Mất đi viện trợ lương thực, hàng hóa, bị buộc phải tự cung tự cấp, phải rời các khu trại tị nạn vốn được quốc tế viện trợ thuốc men, thực phẩm, tinh thần dân chúng trong các khu vực Khmer Đỏ kiểm soát giảm sút. Việc giới lãnh đạo Khmer Đỏ kêu gọi tiếp tục chiến tranh không được các thành viên Khmer Đỏ cấp thấp ủng hộ. Quân Khmer Đỏ tiếp tục rã ngũ ra hàng chính phủ, khiến giới lãnh đạo Khmer Đỏ phải tiến hành các cuộc "thanh trừng" mới để ngăn chặn. Theo Youk Chhang, giám đốc Viện Dữ liệu Campuchia, có khoảng 3.000 người bị tàn sát và chôn trong các mộ tập thể tại Anlong Veng từ năm 1993 tới 1997. Các cuộc tàn sát này được tiến hành bởi các sĩ quan dưới quyền Ta Mok.
Việc Khmer Đỏ tiến hành "tự cung tự cấp" dẫn đến việc hình thành một nhóm lãnh chúa mới tại các khu vực Khmer Đỏ kiểm soát, là các sĩ quan cấp cao của Khmer Đỏ kiểm soát khu vực này. Họ tiến hành các hoạt động buôn lậu gỗ, đá quý, hàng hóa để duy trì quân đội, nhưng đồng thời việc này cũng làm yếu đi sự kiểm soát từ ban lãnh đạo Khmer Đỏ, và những viên lãnh chúa này cũng dễ tìm kiếm thỏa hiệp với chính quyền mới ở Campuchia.
Quân Khmer Đỏ bắt đầu đào ngũ hàng loạt năm 1996, khi khoảng một nửa trong số binh sĩ còn lại đào ngũ. Các chỉ huy Khmer Đỏ như Y Chhean và Sok Pheat theo Ieng Sary đào ngũ về phe chính phủ với điều kiện binh lính Khmer Đỏ sẽ được ân xá, còn các chỉ huy Khmer Đỏ tiếp tục được quản lý lãnh thổ cũ của mình. Son Sen đưa quân đến để trừng trị "bọn phản bội", nhưng lính Khmer Đỏ nổi loạn và nhanh chóng gia nhập phe đào ngũ. Khmer Đỏ như vậy mất khoảng 4.000 binh sĩ và tất cả các căn cứ ở phần biên giới phía nam, từ Samlaut cho tới Phnom Chhat. Tới cuối năm, Khmer Đỏ lần lượt mất tất cả các căn cứ nằm trong nội địa Campuchia. Năm 1997, hai phe nhóm chính trong chính phủ liên hiệp Campuchia xung đột, khiến Hoàng thân Norodom Ranariddh tìm kiếm ủng hộ từ một số thủ lĩnh Khmer Đỏ, trong khi vẫn từ chối thỏa hiệp với Pol Pot. Việc này dẫn đến cuộc xung đột phe phái đẫm máu trong giới lãnh đạo Khmer Đỏ, rốt cục khiến Pol Pot bị bắt giữ, bị xét xử và bị giam cầm bởi lực lượng Khmer Đỏ của Ta Mok. Pol Pot chết tháng 4 năm 1998. Khieu Samphan đầu hàng chính phủ tháng 12 cùng năm.
Tới 29 tháng 12 năm 1998, các thủ lĩnh Khmer Đỏ còn lại xin lỗi vì cuộc diệt chủng trong những năm 1970. Tới năm 1999, hầu hết lực lượng Khmer Đỏ còn lại hạ vũ khí đầu hàng hoặc bị bắt. Tháng 12 năm 1999, Ta Mok và các thủ lĩnh còn lại đầu hàng, Khmer Đỏ trên thực tế chấm dứt sự tồn tại.